# イタリアの最も美しい村
イタリアの最も美しい村（伊: I borghi più belli d'Italia）は、イタリアの民間団体。歴史的な遺産や景観を有する小規模な自治体（コムーネ）や分離集落（フラツィオーネ）・地区（以下、総称して「村」と訳す）によって構成され、その振興を目的とする。大きな価値を持つにもかかわらず、主要な観光ルートから外れているために忘れられ、結果として劣化・過疎化・廃村化の危険性に晒されている小規模な村の保全・整備・再活性化を図る。
2001年3月、イタリア全国コムーネ協会（Associazione Nazionale Comuni Italiani, 略称: ANCI) のツーリズム協議会の働きかけによって設立された。設立当初「イタリアの最も美しい村」クラブは100の村で構成されたが、2013年には217の村に拡大している。フランスの最も美しい村（1982年結成）の影響を受けて各国に作られた協会のひとつである。

## 加盟要件と活動
「クラブ」加盟のためには、次のような要件を満たさなければならない。
- 都市としてのまとまりや建築物の調和性、集落としての居住性
- 公共建築および民間部門の建築の歴史的・美的な景観
- 人々に対する活動やサービスの提供

村の活動が十分でない場合には、クラブへの残留が認められないこともありうる。協会は一定の方針を持った民間組織であるが、こうした要件を村に課すことによっていくつかの成功を収めている。
村における協会組織は、各種行事（フェスティバル、展示会、見本市、会議やコンサートなど）を主導し、芸術や建築遺産の価値や住民の伝統的・文化的活動（郷土料理、方言など）を高め、自治体・学校や地元の文学・音楽家などの協会の催事に人々を参加させる。

## 「イタリアの最も美しい村」クラブ加盟村一覧
2015年4月現在、公式サイトによる。公式サイトでは、北部、中部、南部および離島部に分け、州ごとに村を紹介している。

### 北部
ヴァッレ・ダオスタ州
- エトルーブル

ピエモンテ州
- アレッサンドリア県
  - ヴォルペード

- アスティ県
  - モンバルドーネ

- ビエッラ県

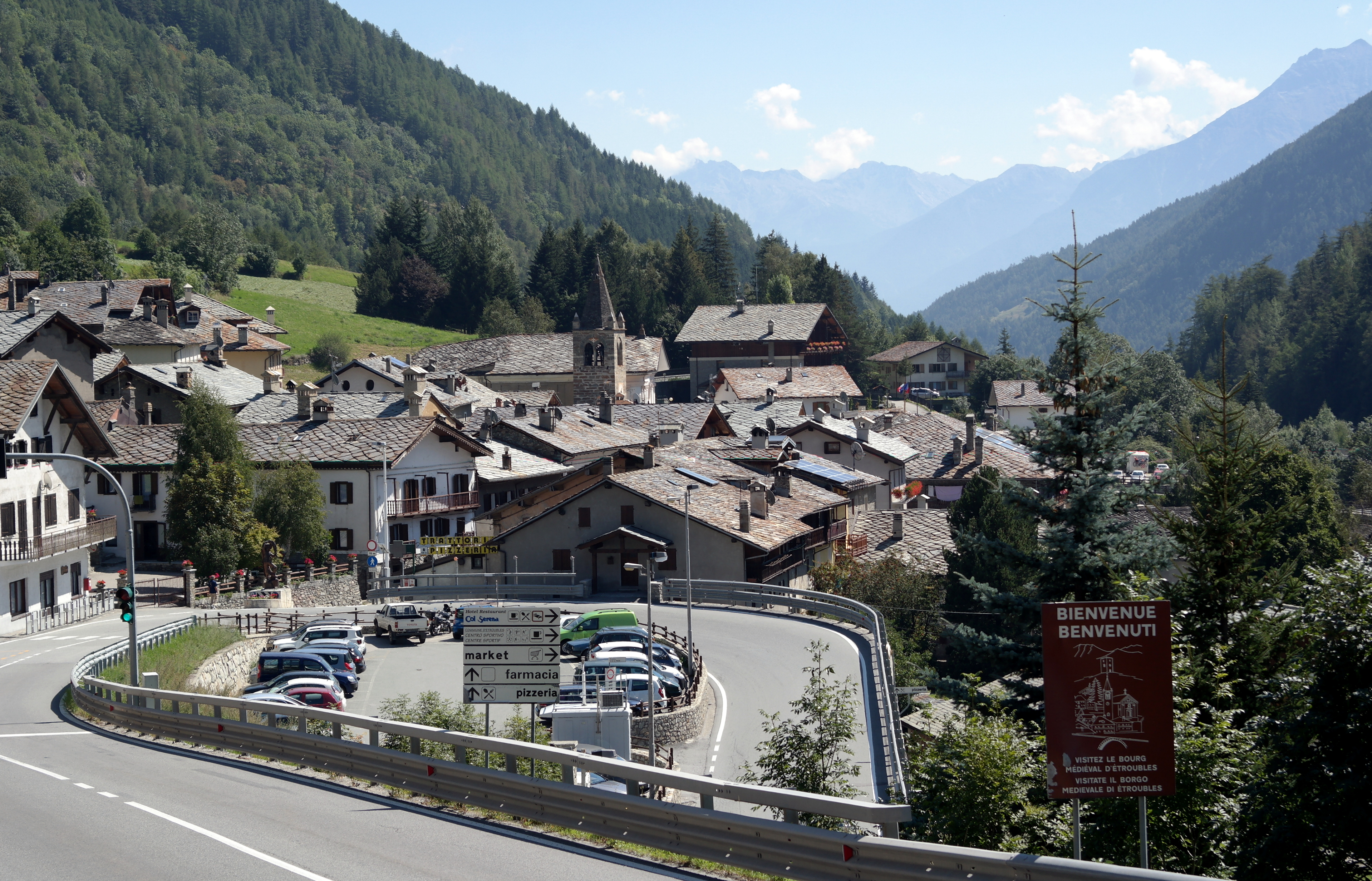
エトルーブル

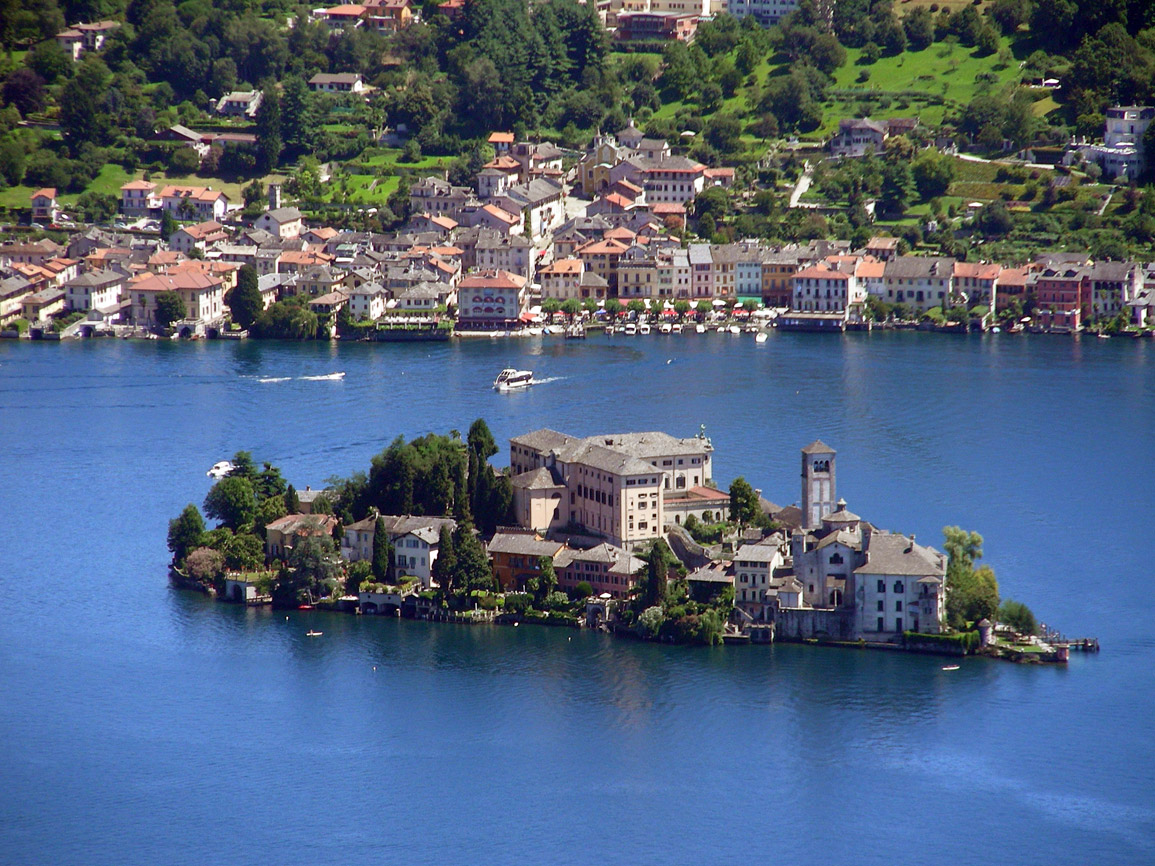
オルタ・サン・ジューリオ

  - Ricetto di Candelo（カンデーロの分離集落）

- クーネオ県
  - Chianale（ポンテキアナーレの分離集落）
  - ガレッシオ
  - ネイヴェ
  - オスターナ

- ノヴァーラ県
  - オルタ・サン・ジューリオ

- トリノ県
  - ウッセアウズ

- ヴェルバーノ・クジオ・オッソラ県
  - ヴォゴーニャ

リグーリア州
- ジェノヴァ県
  - カンポ・リーグレ
  - モネーリア

- インペリア県
  - アプリカーレ
  - チェルヴォ

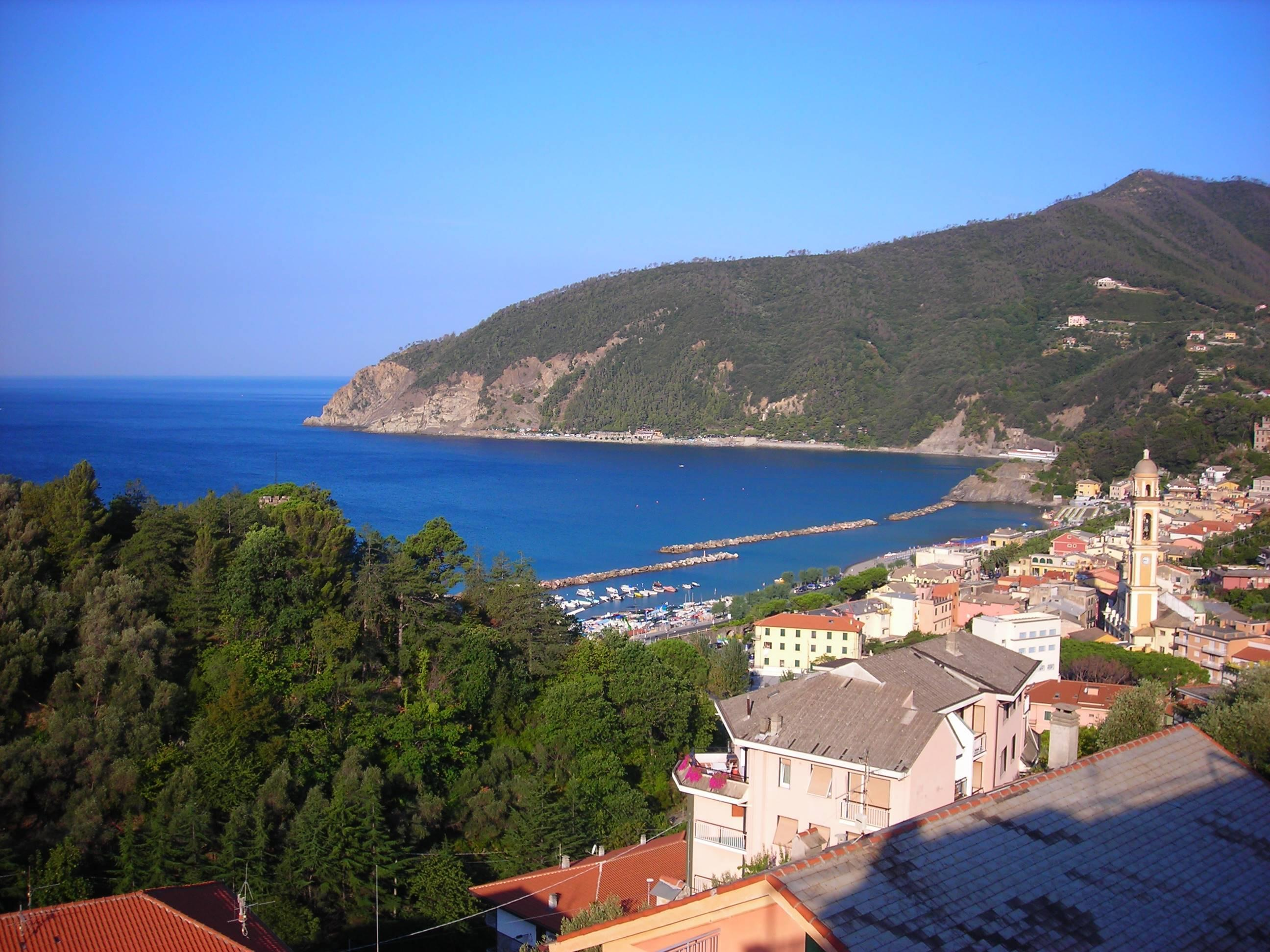
モネーリア

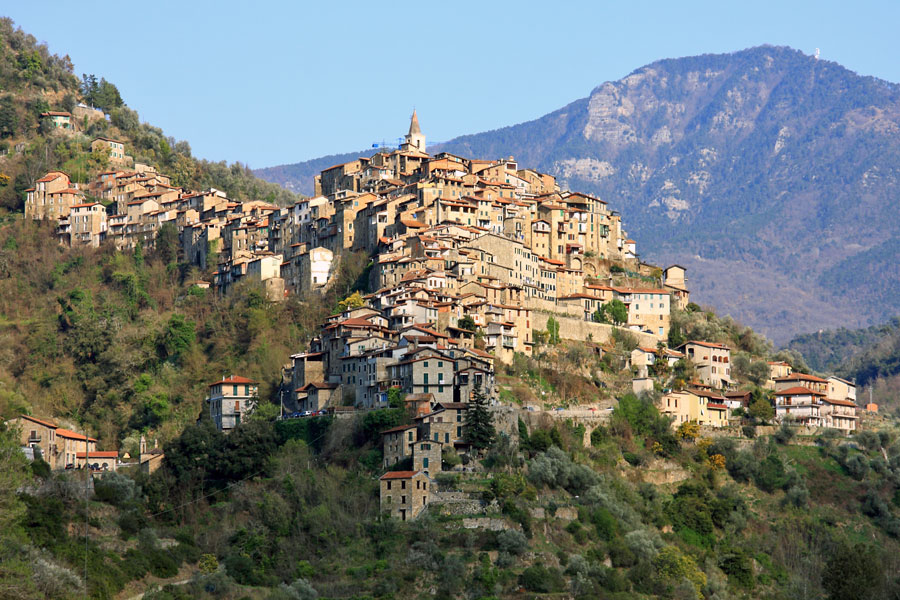
アプリカーレ

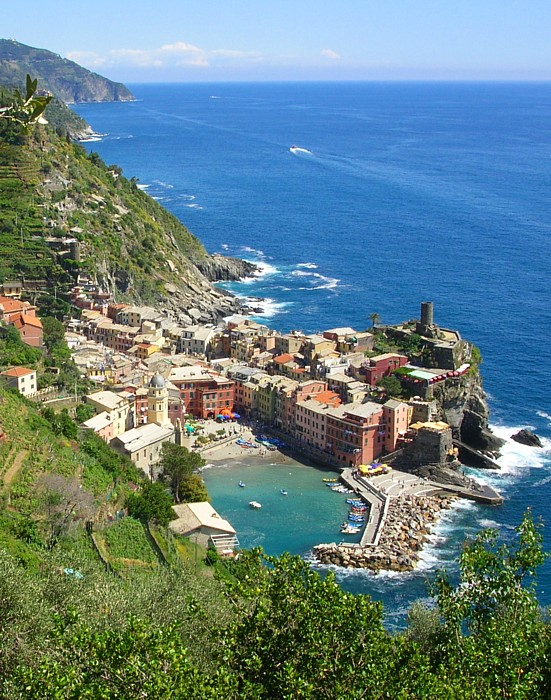
ヴェルナッツァ

  - Lingueglietta（チプレッサの分離集落）
  - セボルガ
  - トリオーラ

- サヴォーナ県
  - ボルジョ・ヴェレッツィ
  - カステルヴェッキオ・ディ・ロッカ・バルベーナ
  - Colletta di Castelbianco（カステルビアンコの分離集落）
  - Finalborgo（フィナーレ・リーグレの地区）
  - ライグエーリア
  - ミッレージモ
  - ノーリ
  - ズッカレッロ

- ラ・スペツィア県
  - ブルニャート
  - フラムーラ
  - Montemarcello（アメーリアの分離集落）
  - Tellaro（レーリチの分離集落）
  - ヴァレーゼ・リーグレ
  - ヴェルナッツァ

ロンバルディア州
- ベルガモ県

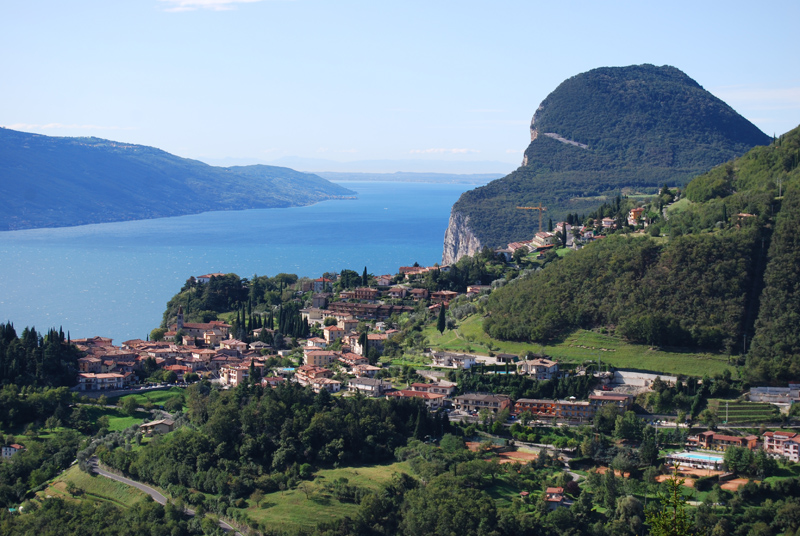
トレモージネ・スル・ガルダ

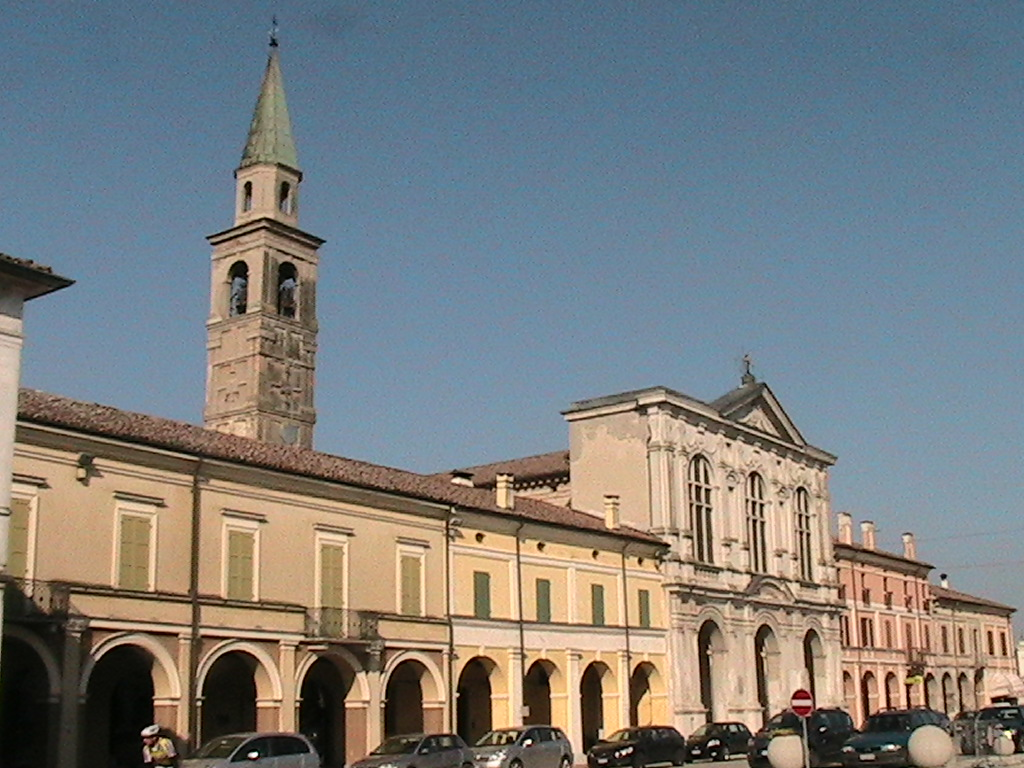
ポンポネスコ

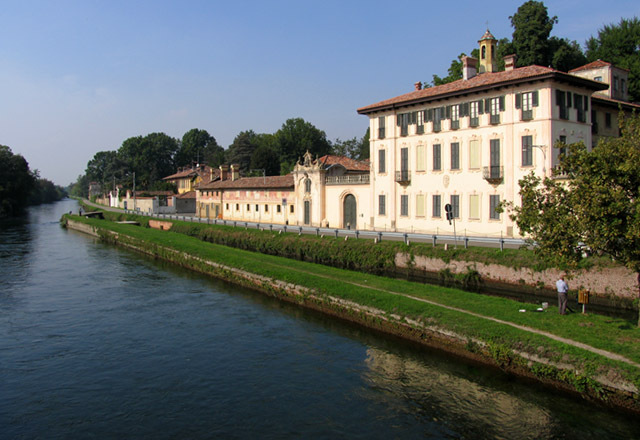
カッシネッタ・ディ・ルガニャーノ

  - Cornello dei Tasso（カメラータ・コルネッロの分離集落）
  - グローモ
  - ローヴェレ

- ブレシア県
  - ビエンノ
  - モンテ・イーゾラ
  - トレモージネ・スル・ガルダ

- コモ県
  - トレメッツィーナ[注釈 1]

- クレモナ県
  - Castelponzone（スカンドラーラ・ラヴァーラの分離集落）
  - Gradella（パンディーノの分離集落）
  - ソンチーノ

- マントヴァ県
  - Castellaro Lagusello（モンツァンバーノの分離集落）
  - Grazie（クルタトーネの分離集落）
  - ポンポネスコ
  - サッビオネータ
  - サン・ベネデット・ポー

- ミラノ県
  - カッシネッタ・ディ・ルガニャーノ
  - モリモンド

- パヴィーア県
  - フォルトゥナーゴ
  - Porana（ピッツァーレの分離集落）
  - ザヴァッタレッロ

- ヴァレーゼ県
  - クリーリア・コン・モンテヴィアスコ

トレンティーノ＝アルト・アディジェ州
- ボルツァーノ自治県
  - キウーザ
  - エーニャ
  - グロレンツァ
  - ヴィピテーノ

- トレント自治県

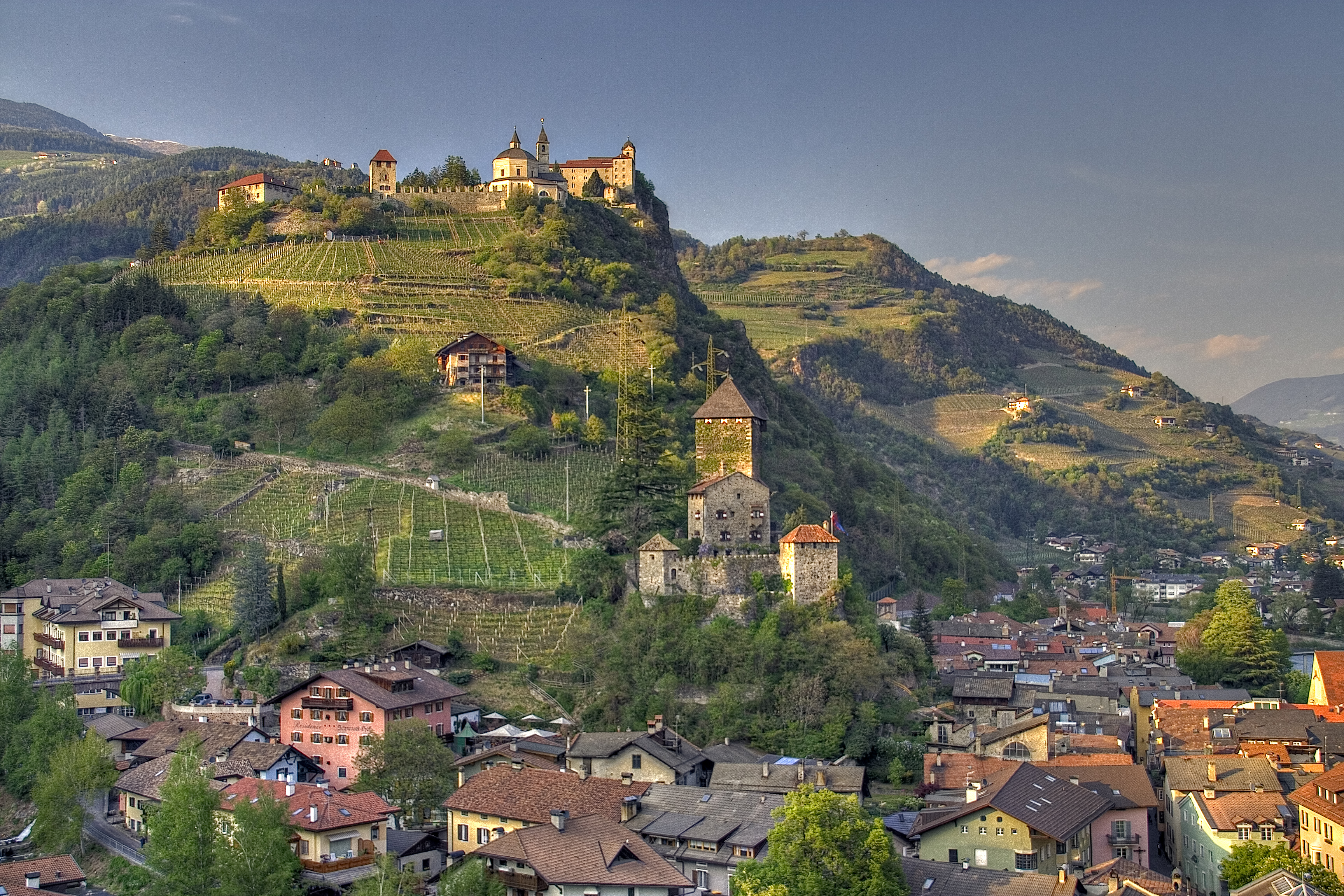
キウーザ

  - Canale di Tenno（トレントの分離集落）
  - メッツァーノ
  - Rango（ブレッジョ・スペリオーレの分離集落）
  - サン・ロレンツォ・ドルシーノ[注釈 2]

ヴェネト州
- パドヴァ県
  - アルクァ・ペトラルカ
  - モンタニャーナ

- トレヴィーゾ県
  - アーゾロ
  - チゾーン・ディ・ヴァルマリーノ
  - ポルトブッフォレ

- ヴェローナ県

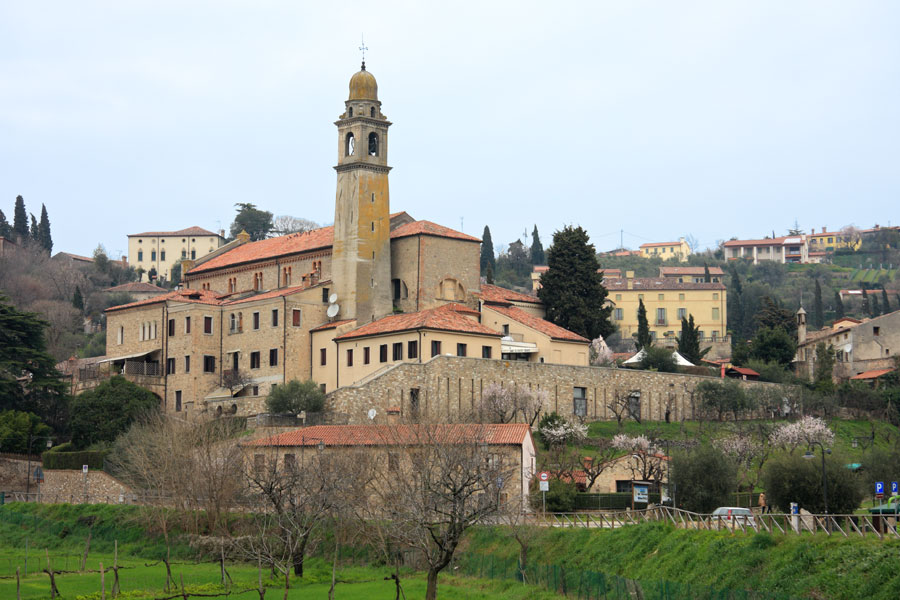
アルクァ・ペトラルカ

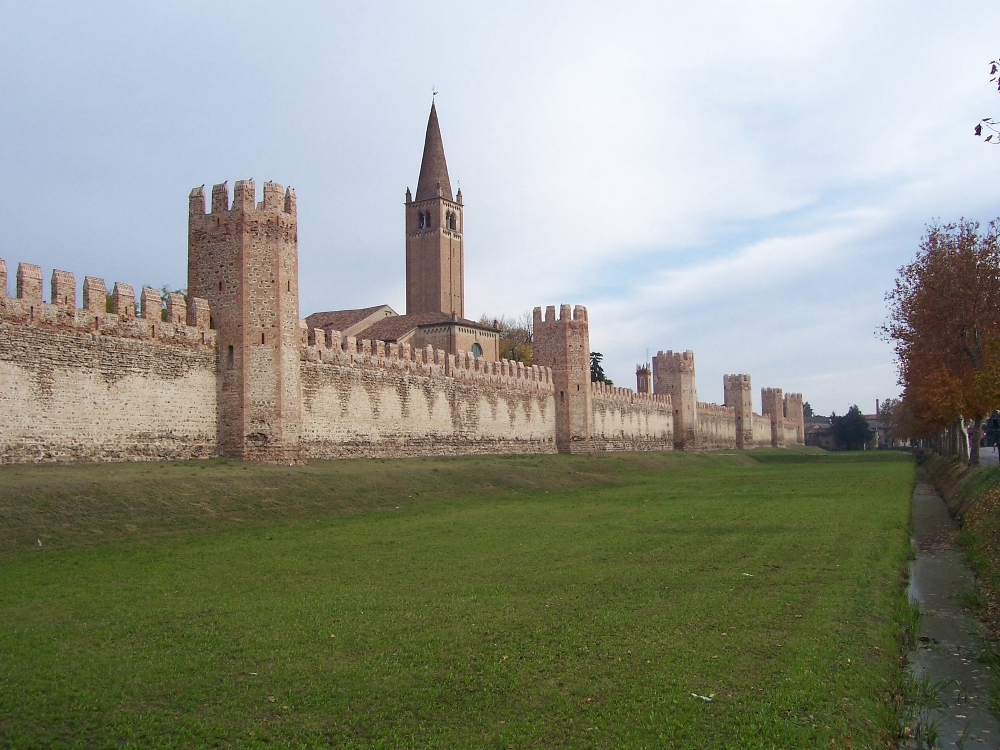
モンタニャーナ

  - Borghetto（ヴァレッジョ・スル・ミンチョの分離集落）

フリウリ＝ヴェネツィア・ジュリア州
- ゴリツィア県
  - グラディスカ・ディゾンツォ

- ポルデノーネ県
  - コルドヴァード
  - Poffabro（フリザンコの分離集落）
  - ポルチェニーゴ
  - セスト・アル・レーゲナ
  - Toppo（トラヴェージオの分離集落）

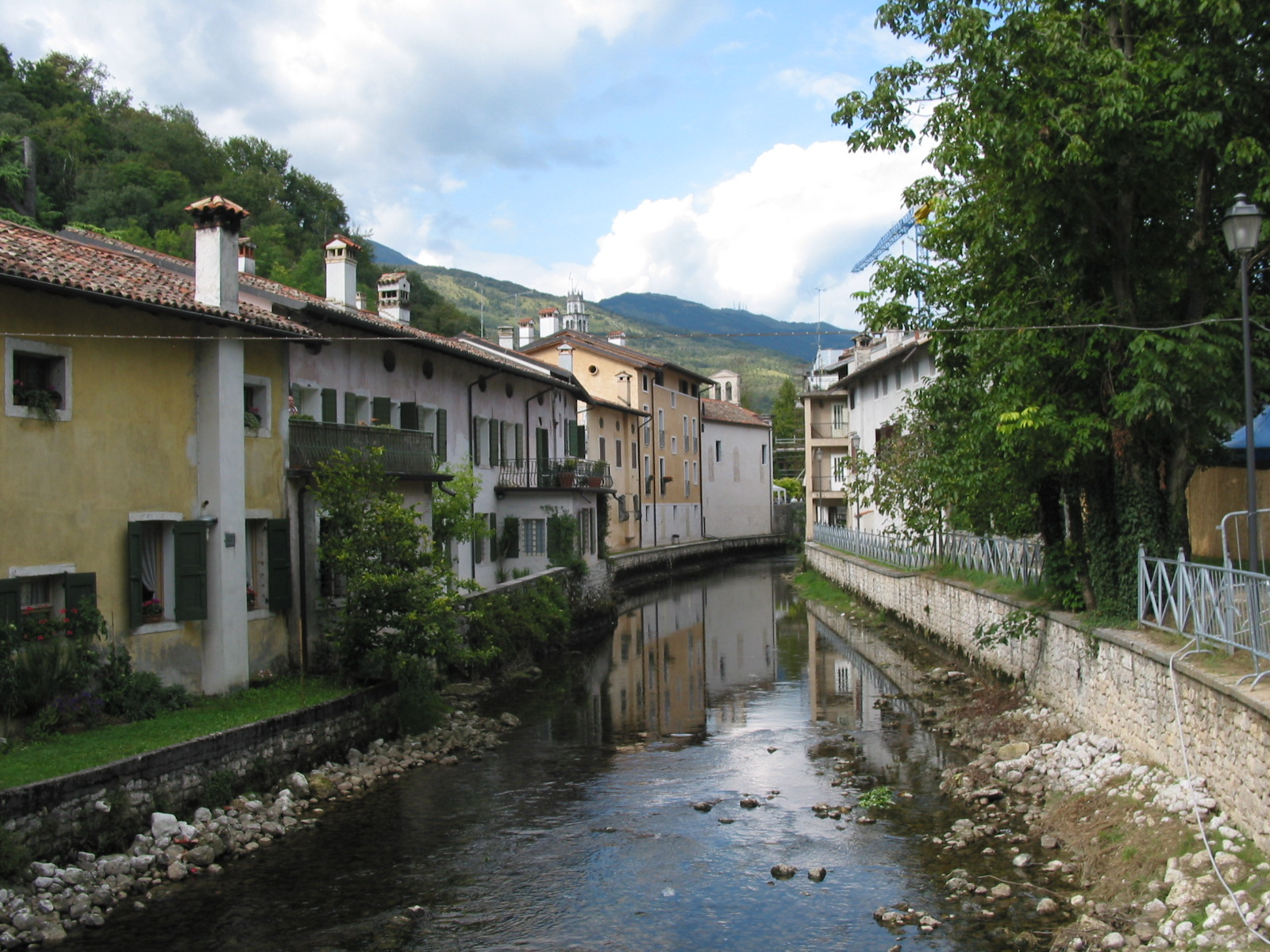
ポルチェニーゴ

  - ヴァルヴァゾーネ・アルゼネ[注釈 3]

- ウーディネ県
  - Clauiano（トリヴィニャーノ・ウディネーゼの分離集落）
  - ファガーニャ

エミリア＝ロマーニャ州
- ボローニャ県
  - ドッツァ

- モデナ県
  - フィウマルボ

- パルマ県
  - コンピアーノ
  - フォンタネッラート

- ピアチェンツァ県
  - ボッビオ
  - カステッラルクアート

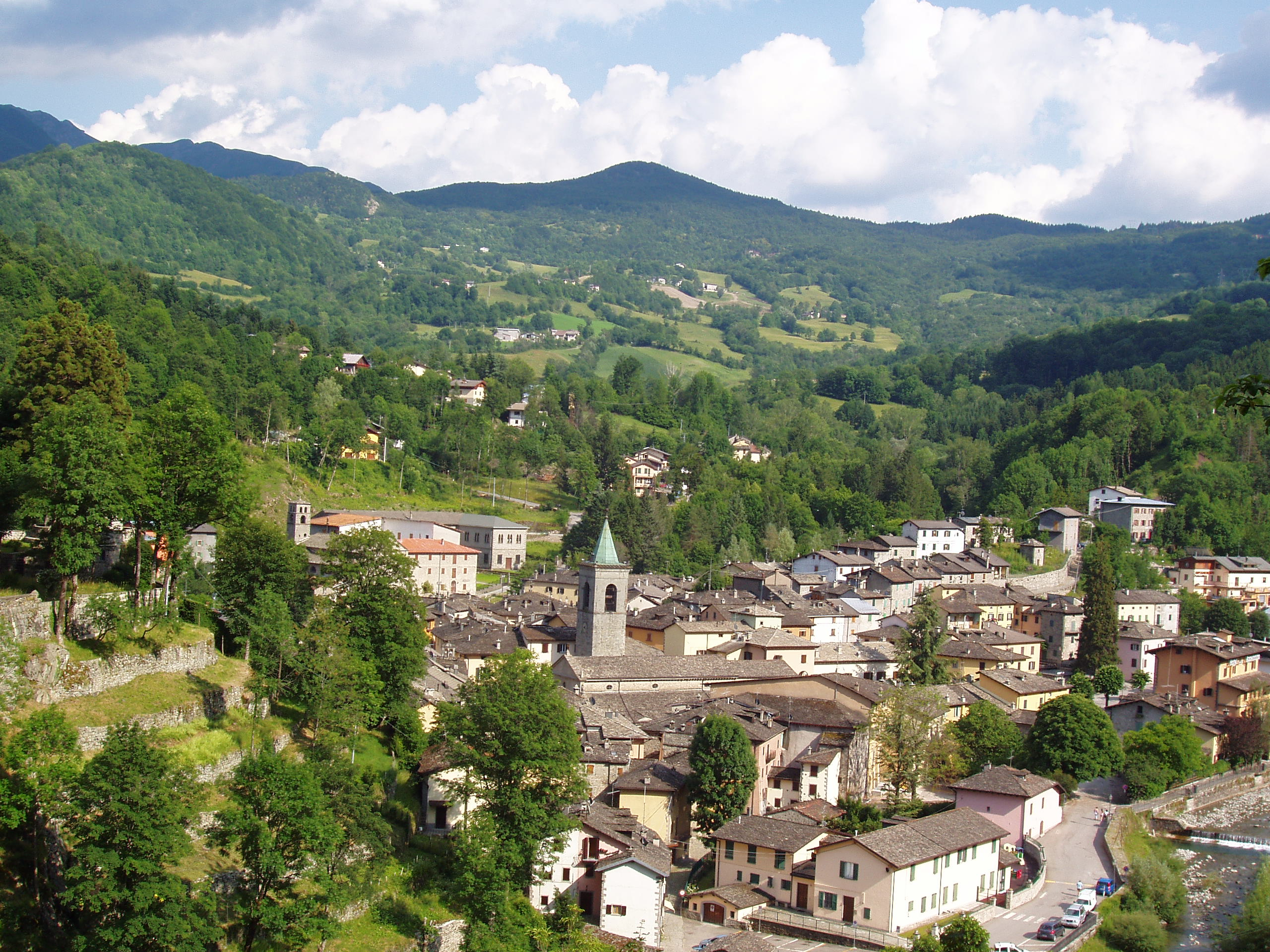
フィウマルボ

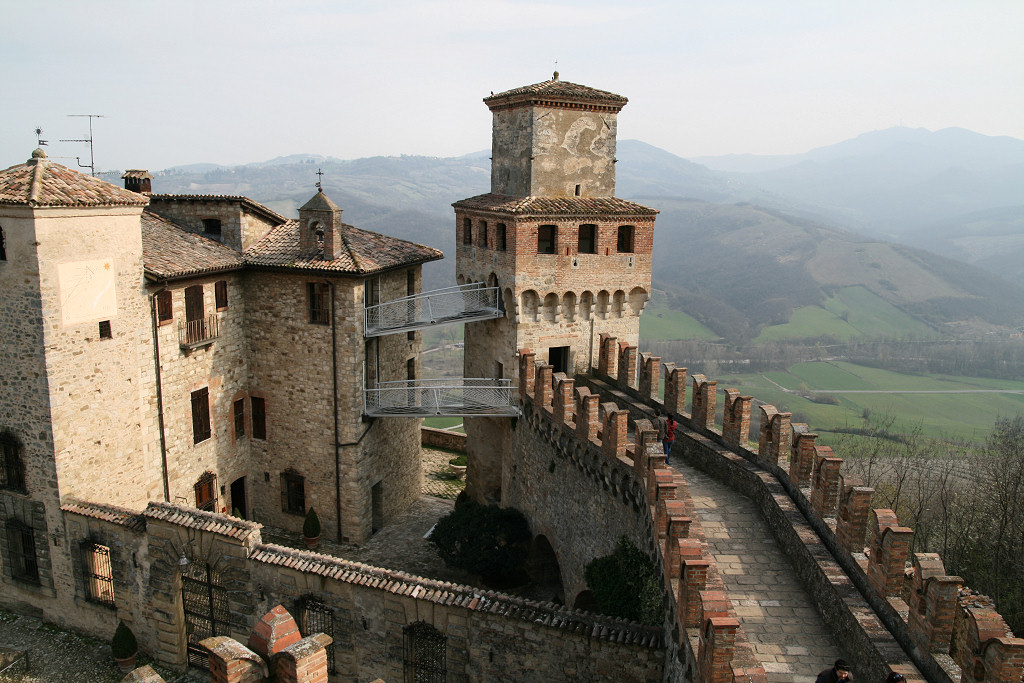
Vigoleno

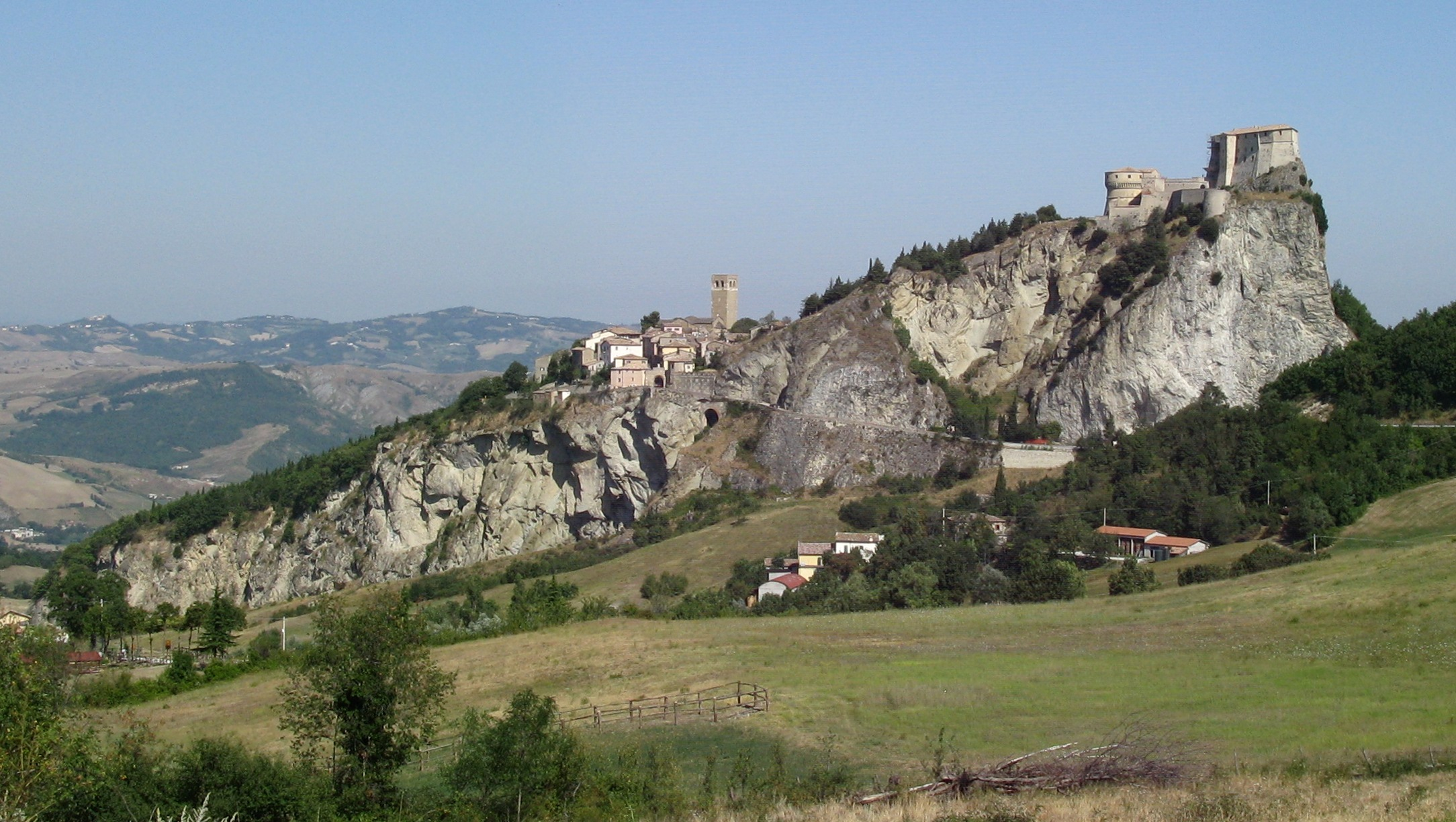
サン・レーオ

  - Vigoleno（ヴェルナスカの分離集落）

- ラヴェンナ県
  - ブリジゲッラ

- リミニ県
  - モンテフィオーレ・コンカ
  - モンテグリドルフォ
  - サン・ジョヴァンニ・イン・マリニャーノ
  - サン・レーオ

- レッジョ・エミリア県
  - グアルティエーリ

### 中部
トスカーナ州
- アレッツォ県
  - アンギアーリ

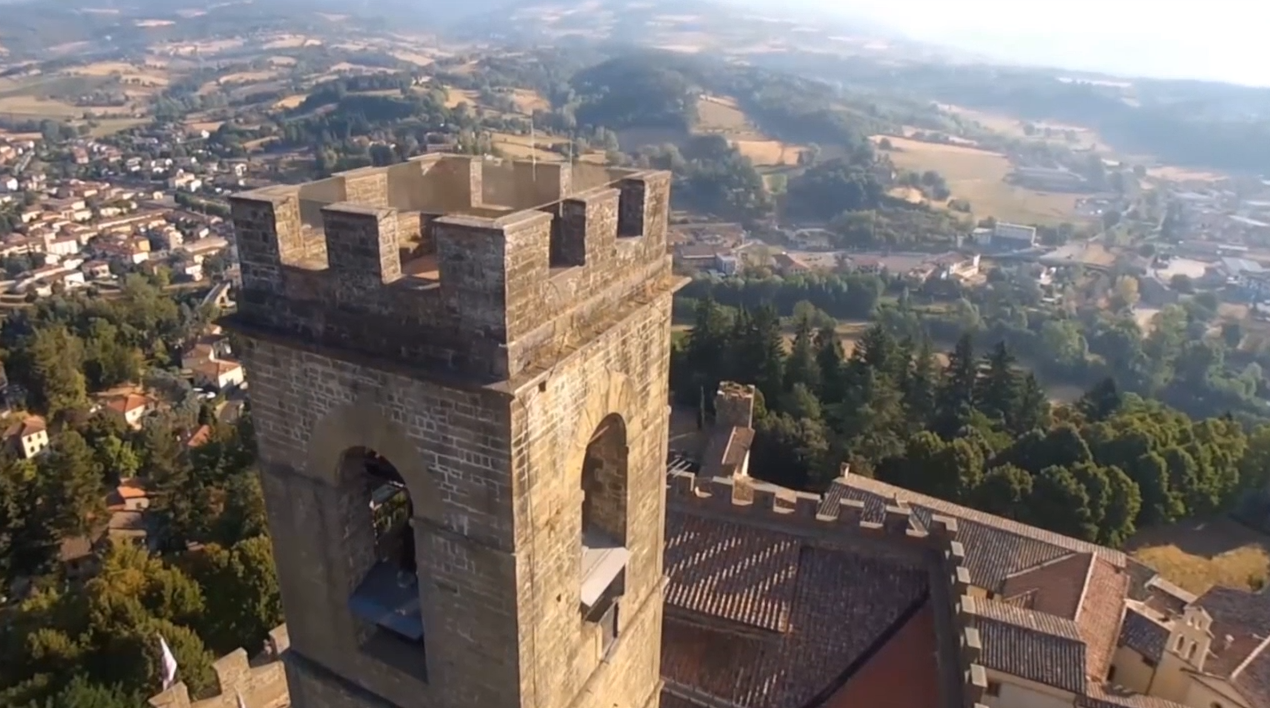
ポッピ

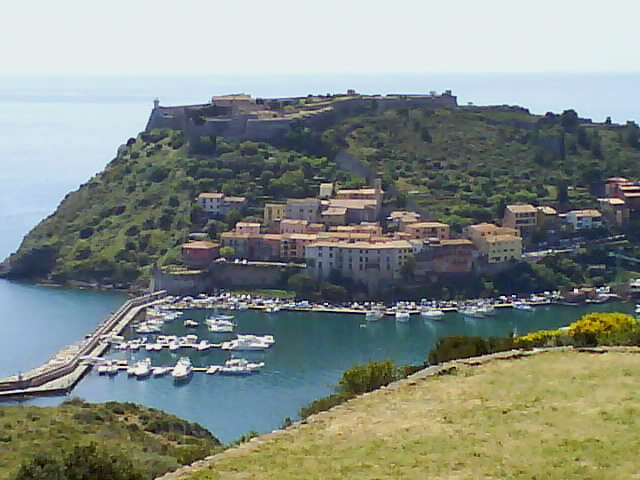
Porto Ercole

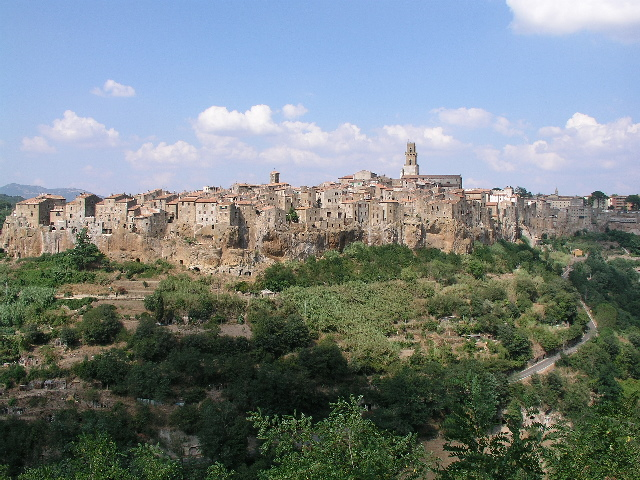
ピティリアーノ

  - カステルフランコ・ピアーンディスコ[注釈 4]
  - ローロ・チュッフェンナ
  - ポッピ

- フィレンツェ県
  - スカルペリーア・エ・サン・ピエロ[注釈 5]

- ルッカ県
  - バルガ
  - カスティリオーネ・ディ・ガルファニャーナ
  - コレリア・アンテルミネッリ

- グロッセート県
  - Giglio Castello（イーゾラ・デル・ジリオの分離集落）
  - Montemerano（マンチャーノの分離集落）
  - ピティリアーノ
  - Porto Ercole（モンテ・アルジェンターリオの分離集落）
  - Sovana（ソラーノの分離集落）

- リヴォルノ県
  - スヴェレート

- ピサ県
  - モンテスクダーイオ

- シエーナ県
  - ブオンコンヴェント
  - チェトーナ
  - サン・カシャーノ・デイ・バーニ

ウンブリア州
- ペルージャ県
  - ベットーナ
  - ベヴァーニャ
  - カスティリオーネ・デル・ラーゴ
  - チテルナ
  - コルチャーノ
  - デルータ
  - マッサ・マルターナ
  - モンテ・カステッロ・ディ・ヴィービオ
  - モンテファルコ
  - モントーネ
  - ノルチャ
  - パチャーノ
  - パニカーレ

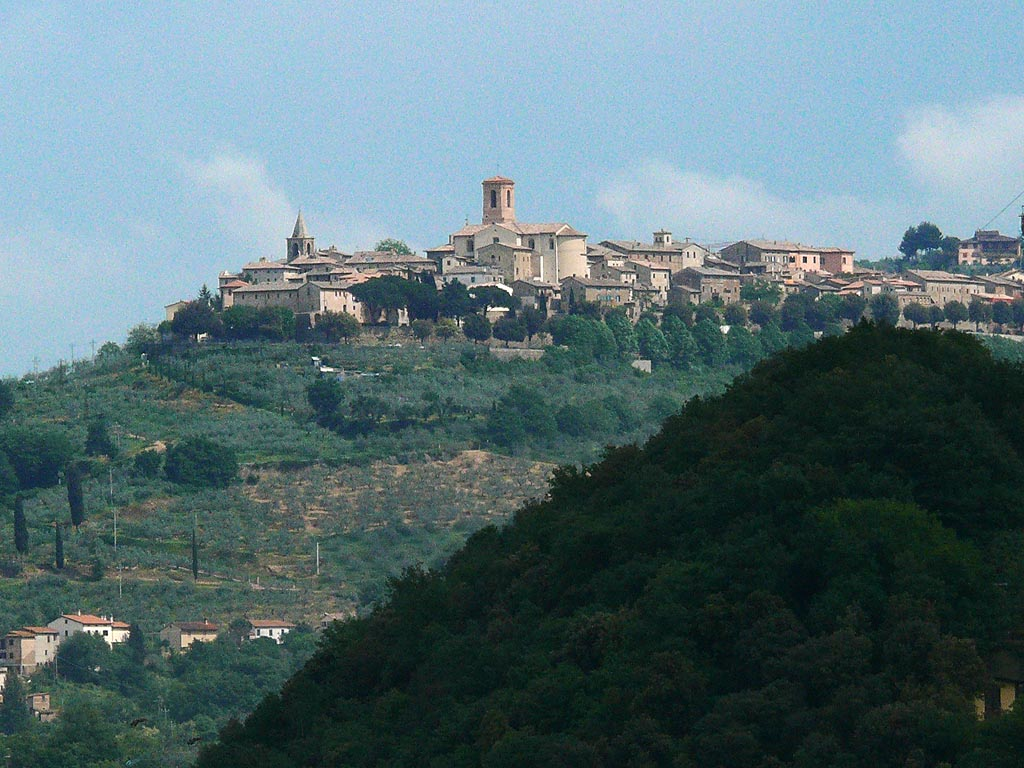
ベットーナ

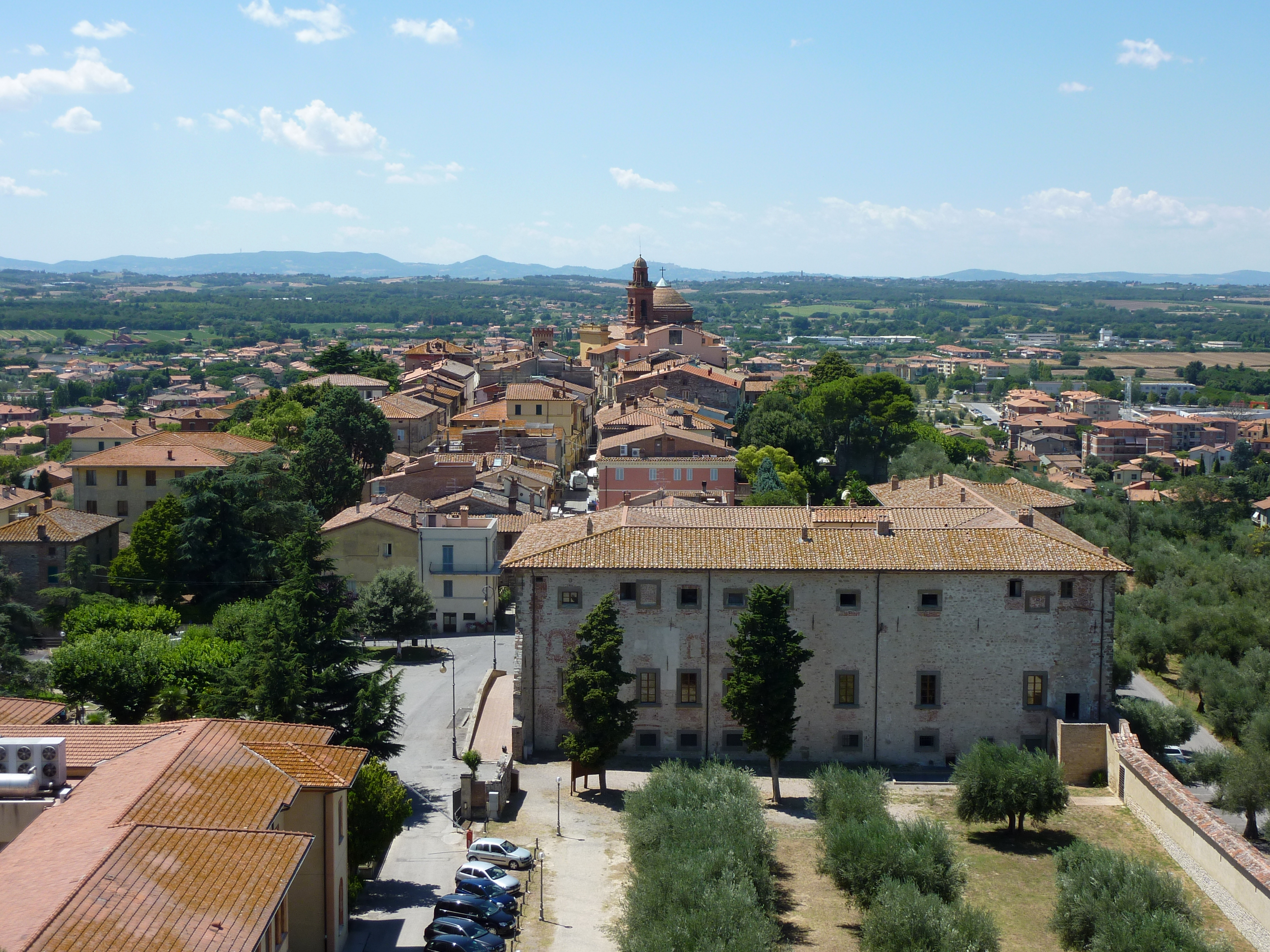
カスティリオーネ・デル・ラーゴ

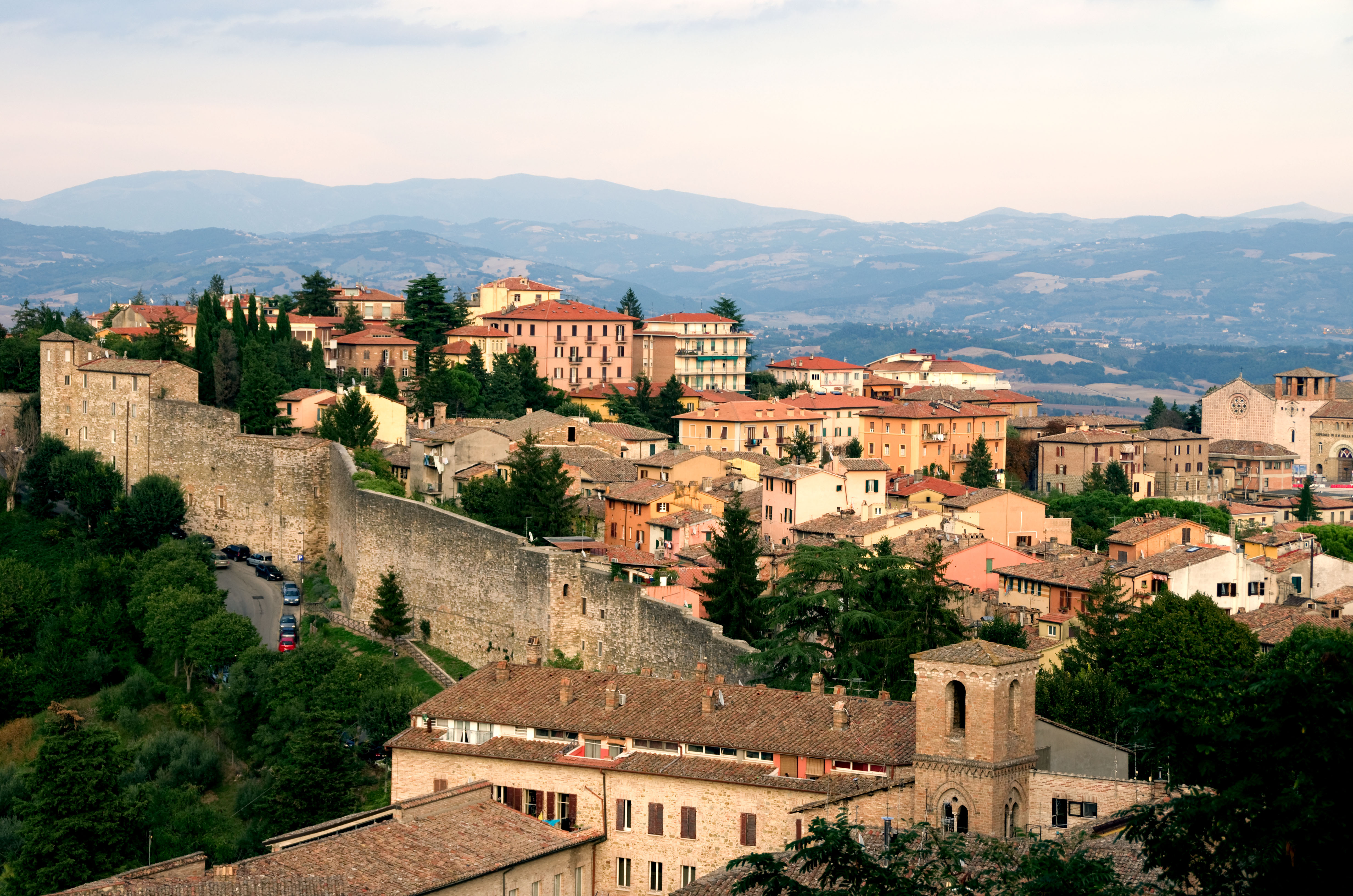
Sant'Antonio 歴史地区

  - Sant'Antonio 歴史地区（ペルージャの地区。2014年 - 2015年のクラブ名誉客員）
  - スペッロ
  - トルジャーノ
  - トレーヴィ
  - ヴァッロ・ディ・ネーラ

- テルニ県
  - アックアスパルタ
  - アッローネ
  - ジョーヴェ
  - ルニャーノ・イン・テヴェリーナ
  - サン・ジェーミニ
  - ストロンコーネ

ラツィオ州
- フロジノーネ県
  - ボヴィッレ・エルニカ
  - モンテ・サン・ジョヴァンニ・カンパーノ
  - サン・ドナート・ヴァル・ディ・コミーノ

- ラティーナ県
  - カンポディメーレ
  - スペルロンガ

- ローマ県
  - カステル・ガンドルフォ
  - スビアーコ

- リエーティ県
  - カステル・ディ・トーラ
  - コッラルト・サビーノ
  - オルヴィーニオ

- ヴィテルボ県
  - カプラローラ

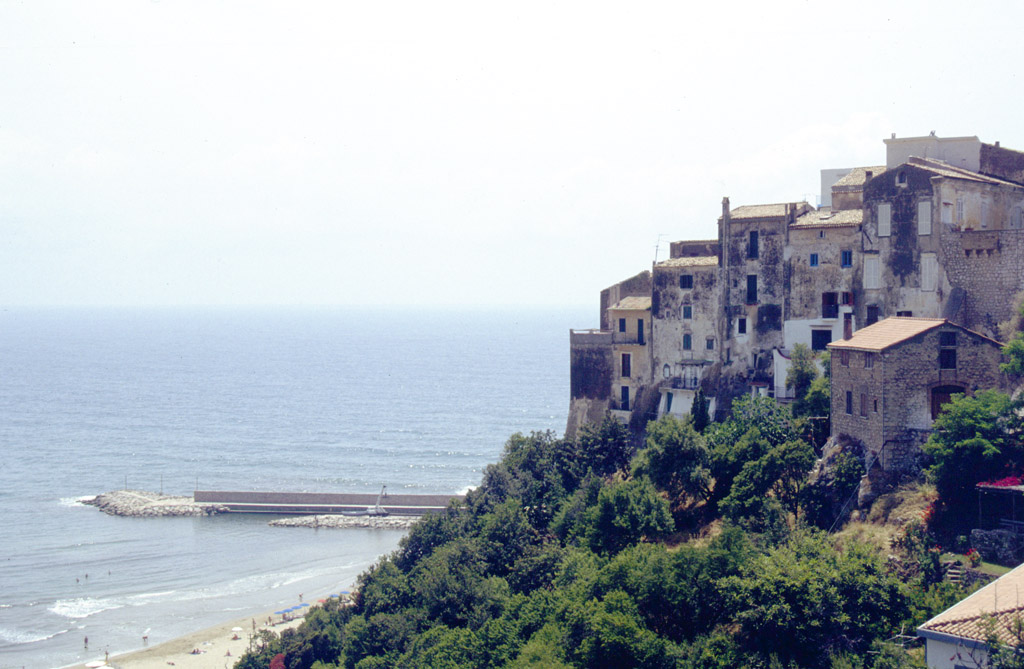
スペルロンガ

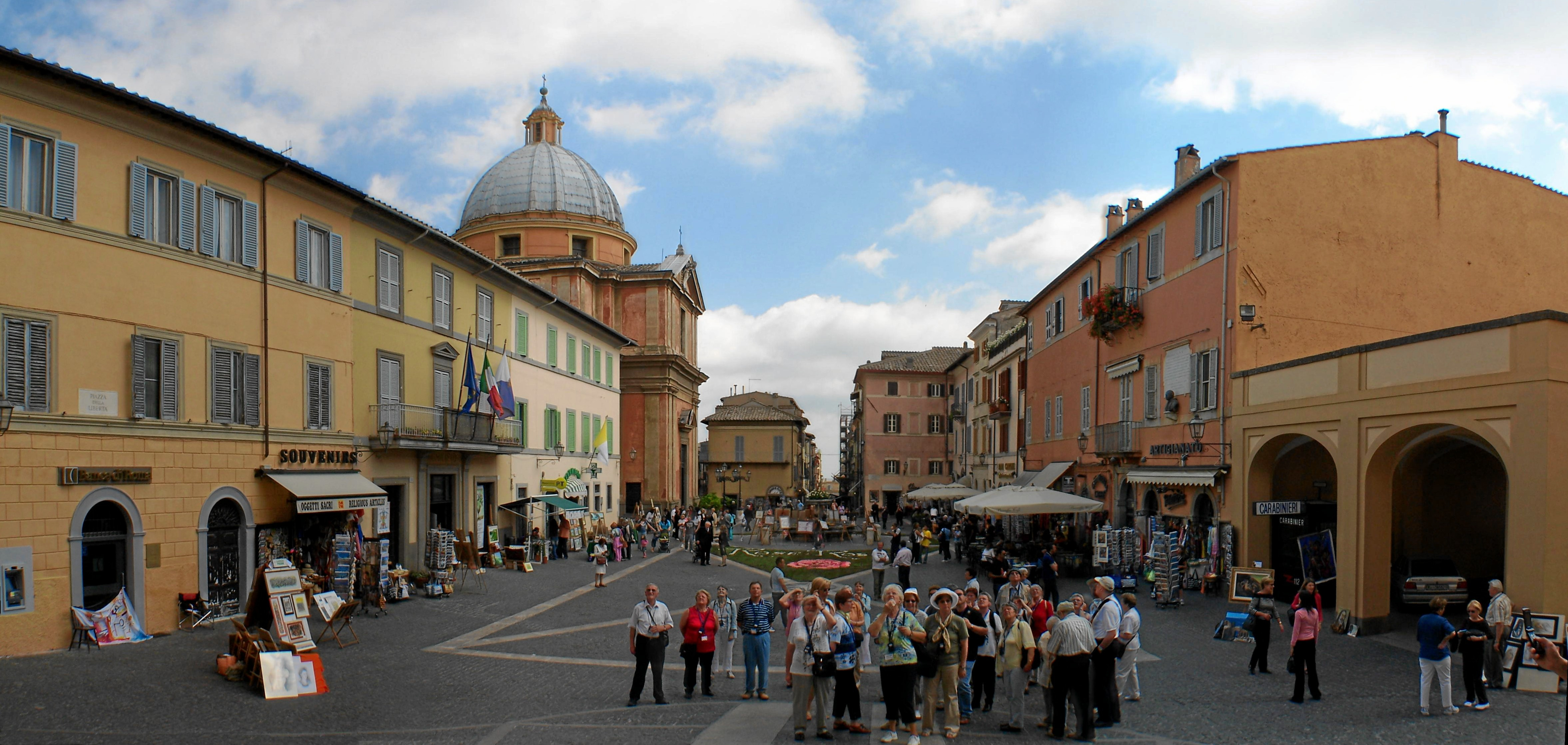
カステル・ガンドルフォ

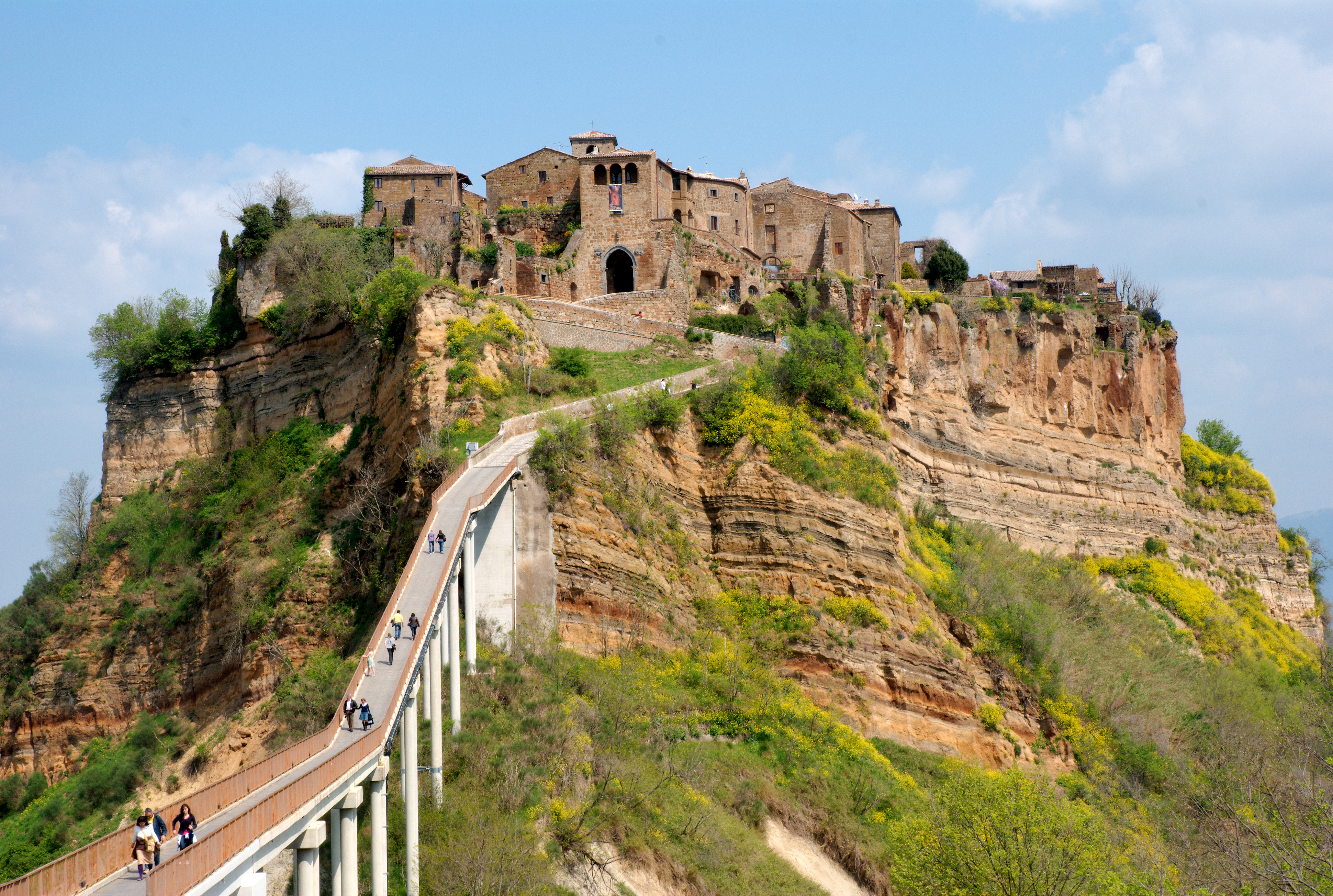
チヴィタ・ディ・バーニョレージョ

  - チヴィタ・ディ・バーニョレージョ（バニョレージョの分離集落）
  - Torre Alfina（アックアペンデンテの分離集落）

マルケ州
- アンコーナ県
  - コリナルド
  - オッファーニャ

- アスコリ・ピチェーノ県
  - グロッタンマーレ
  - モンテフィオーレ・デッラーゾ
  - オッフィダ

- フェルモ県
  - モレスコ

- マチェラータ県
  - チンゴリ
  - マテーリカ
  - モンテカッシアーノ
  - モンテコーザロ
  - モンテルポーネ
  - サン・ジネージオ
  - サルナーノ
  - トレイア
  - ヴィッソ

- ペーザロ・エ・ウルビーノ県
  - フロンティーノ
  - グラダーラ
  - マチェラータ・フェルトリア
  - モンダーヴィオ
  - モンドルフォ
  - モンテ・グリマーノ・テルメ

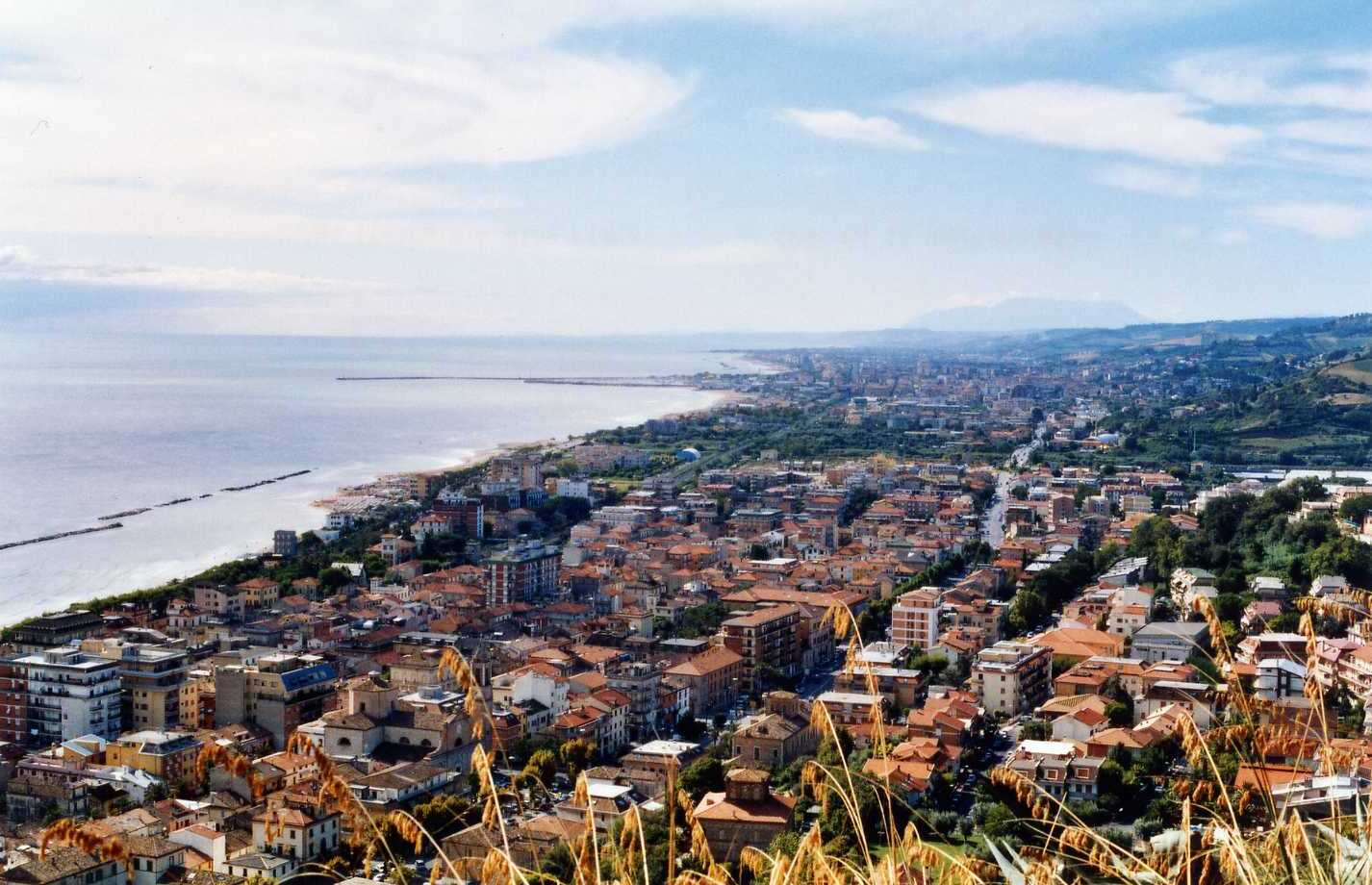
グロッタンマーレ

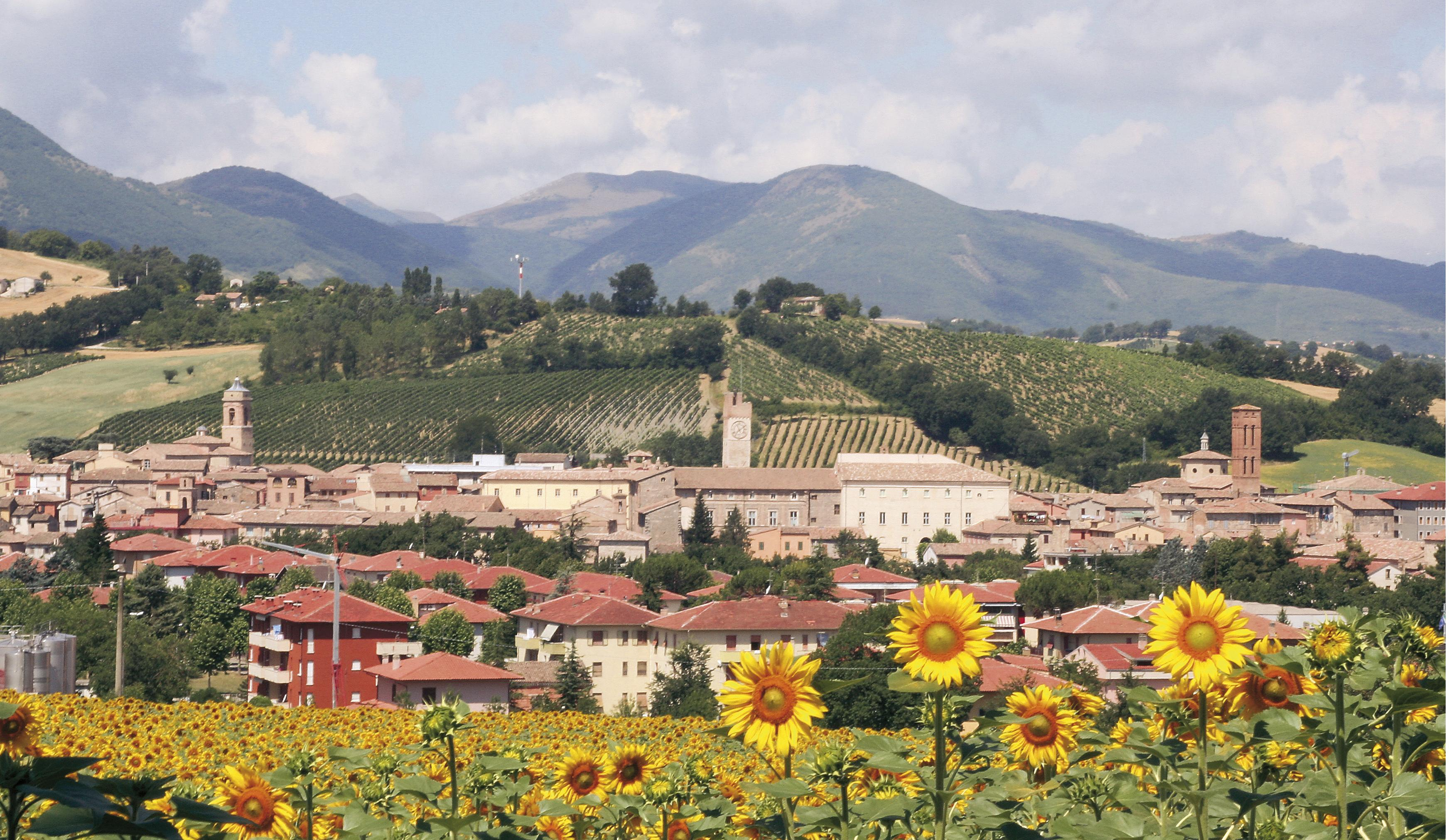
マテーリカ

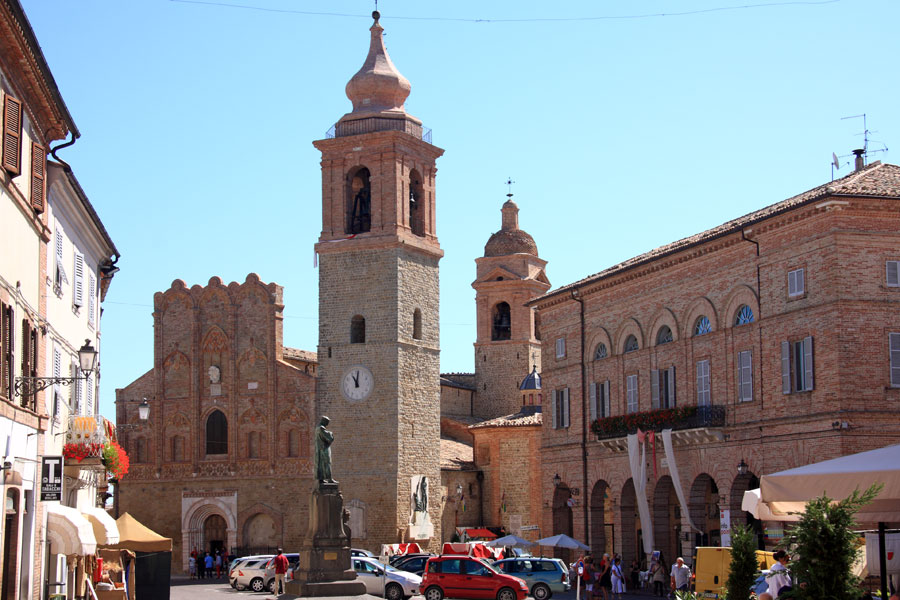
サン・ジネージオ

  - Montefabbri（コルボルドロの分離集落）

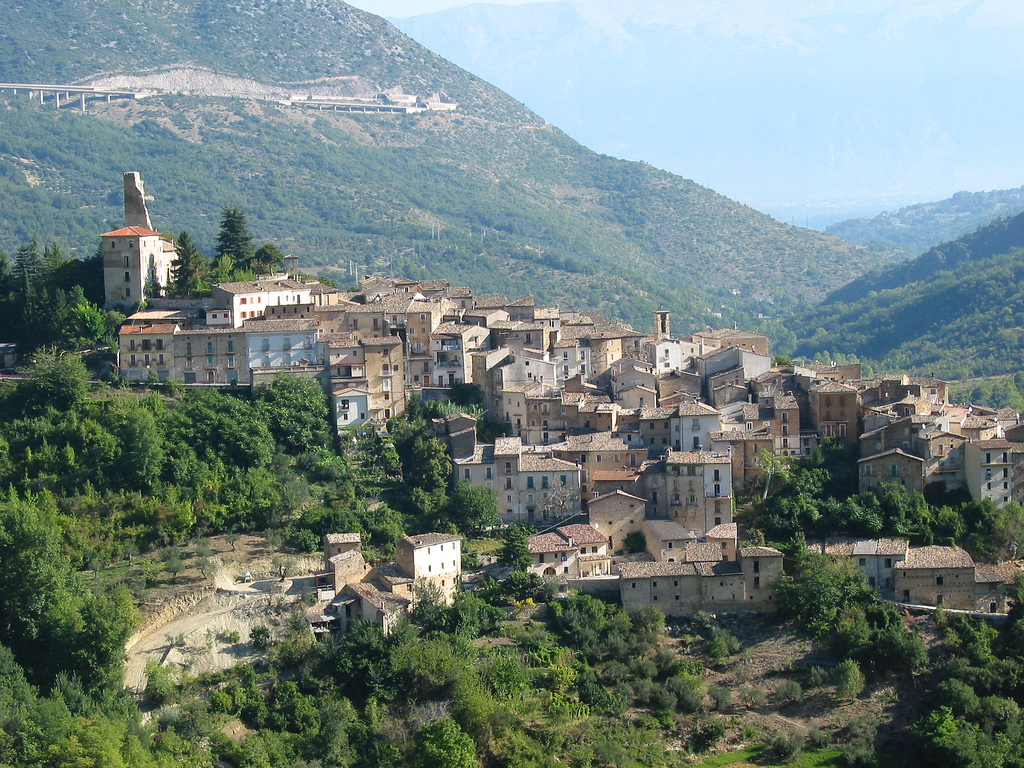
アンヴェルサ・デッリ・アブルッツィ

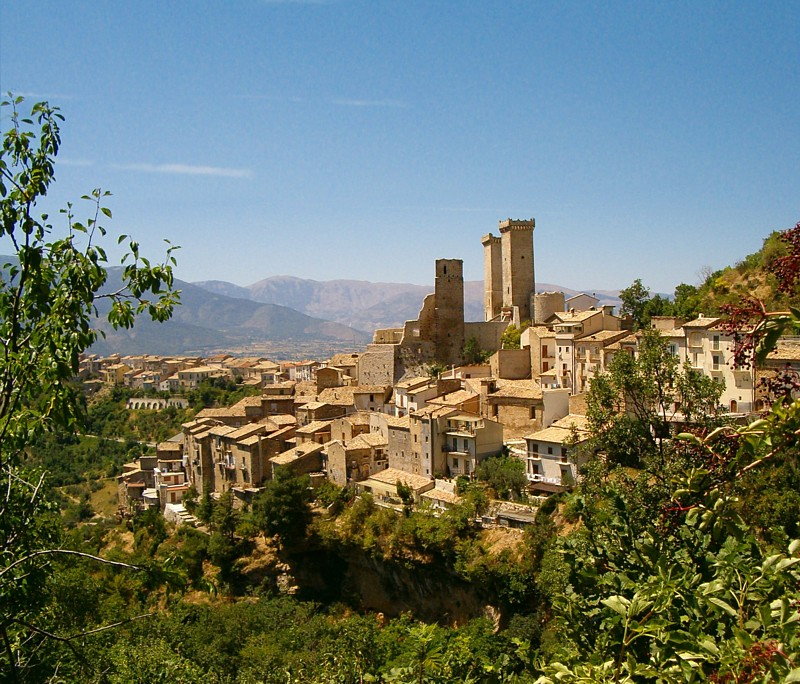
パチェントロ

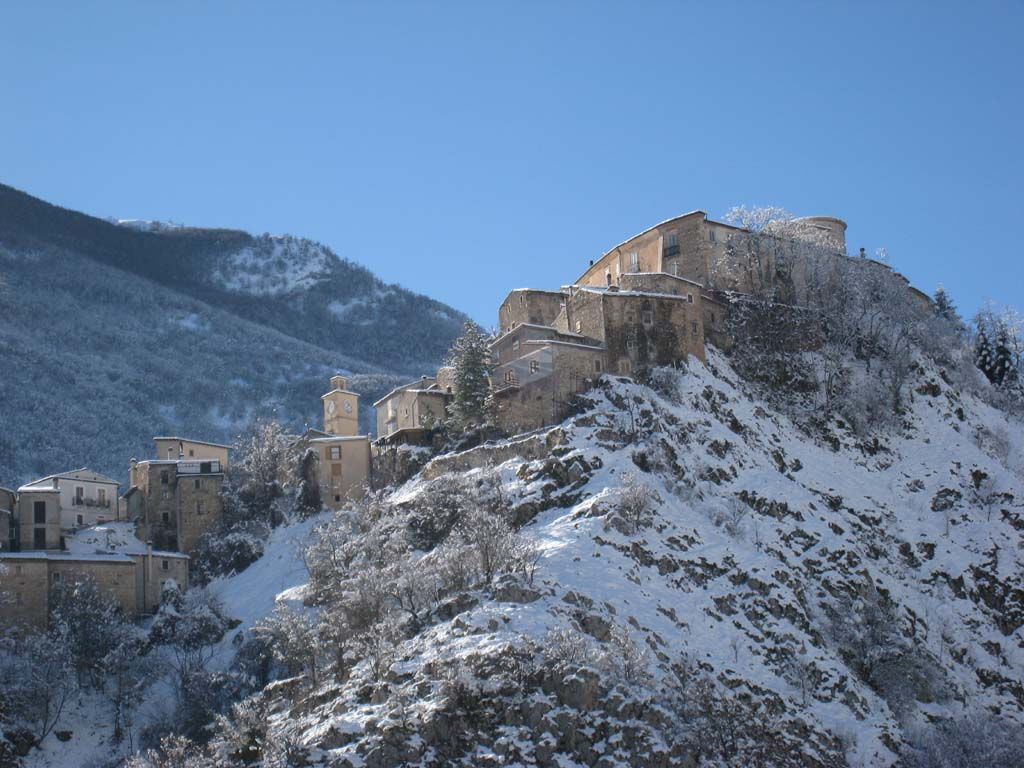
ヴィッララーゴ

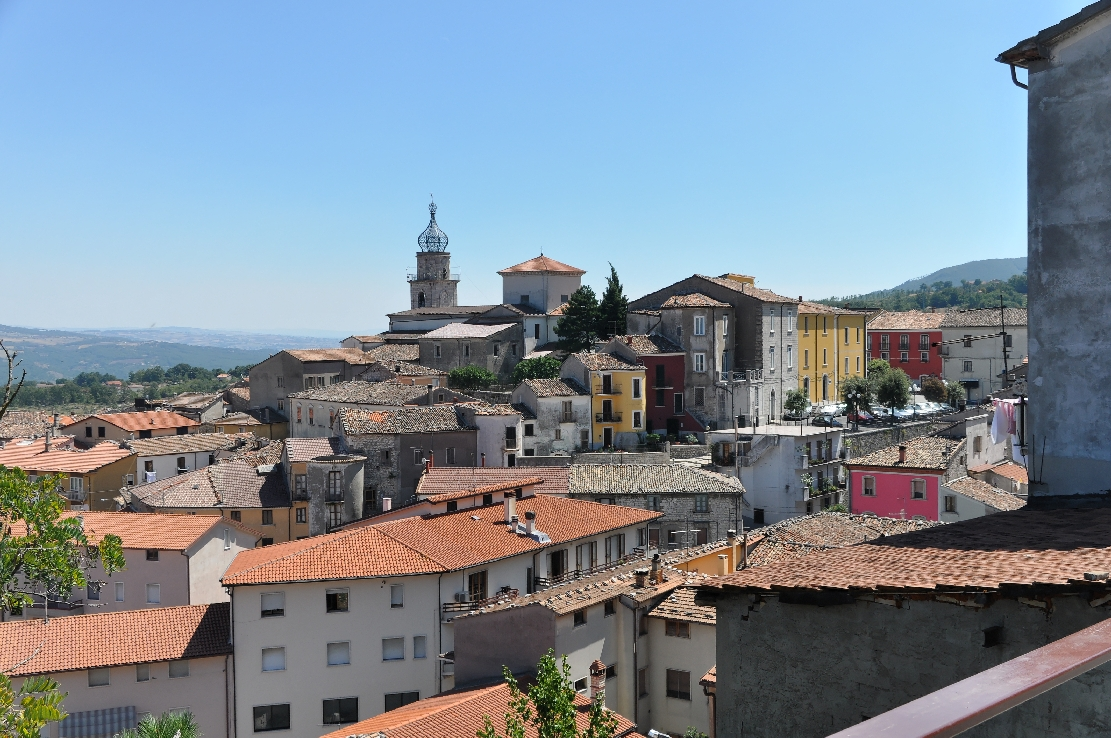
セピーノ

アブルッツォ州
- ラクイラ県
  - アンヴェルサ・デッリ・アブルッツィ
  - ブニャーラ
  - カステル・デル・モンテ
  - イントロダックア
  - ナヴェッリ
  - オーピ
  - パチェントロ
  - ペットラーノ・スル・ジーツィオ
  - サント・ステーファノ・ディ・セッサーニオ
  - スカンノ
  - タリアコッツォ
  - ヴィッララーゴ

- キエーティ県
  - プレトーロ
  - ロッカ・サン・ジョヴァンニ

- ペスカーラ県
  - アッバテッジョ
  - カラマーニコ・テルメ
  - チッタ・サンタンジェロ
  - ペンネ

- テーラモ県
  - カステッリ
  - チヴィテッラ・デル・トロント
  - ピエトラカメーラ

モリーゼ州
- カンポバッソ県
  - オラティーノ
  - セピーノ

- イゼルニア県
  - フォルネッリ
  - フロゾローネ

### 南部および離島部
カンパニア州
- アヴェッリーノ県
  - ヌスコ
  - モンテヴェルデ

- ベネヴェント県
  - サンターガタ・デ・ゴーティ

- サレルノ県

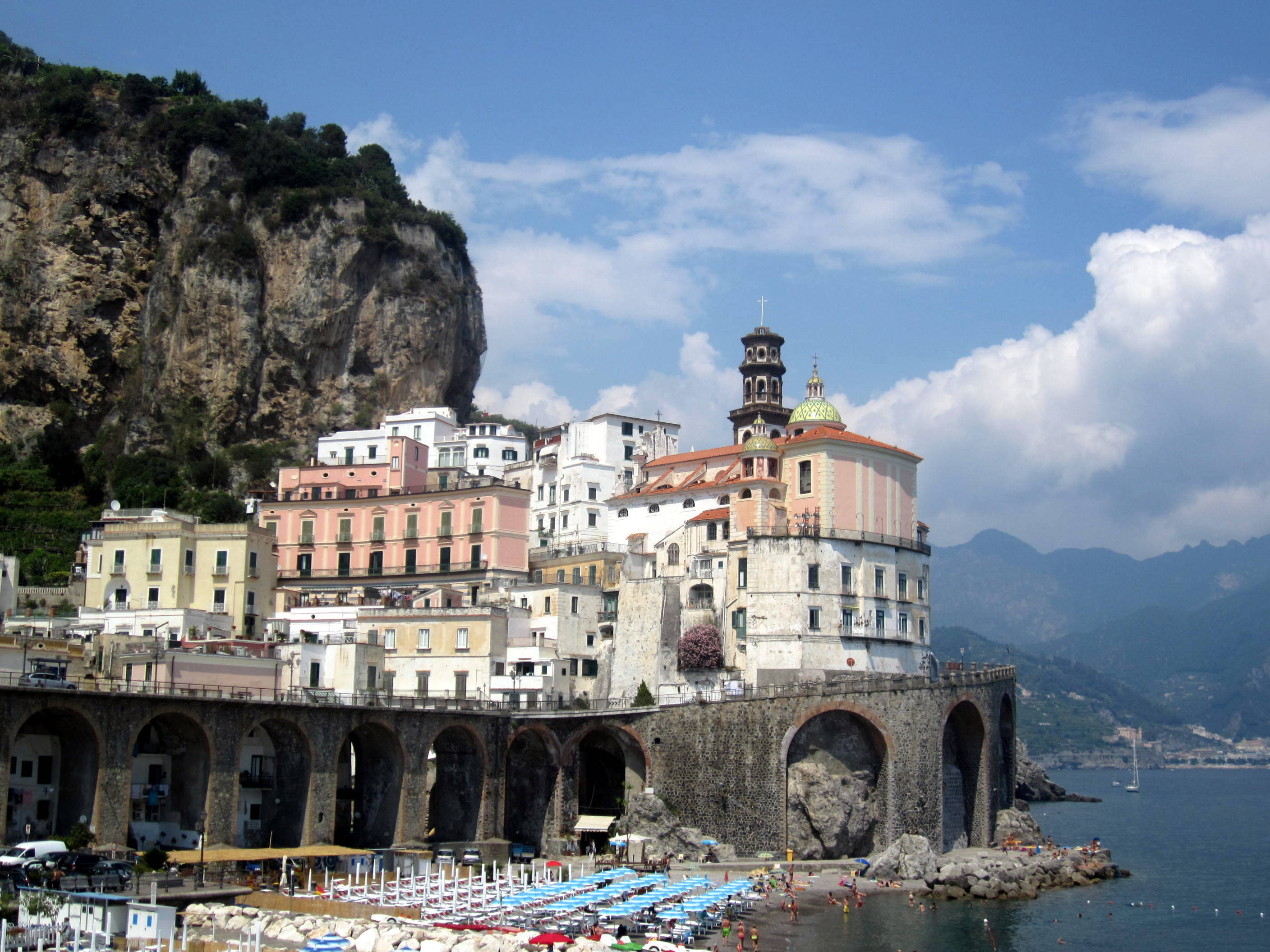
アトラーニ

  - Albori（ヴィエトリ・スル・マーレの分離集落）
  - アトラーニ
  - カステッラバーテ
  - コンカ・デイ・マリーニ
  - フローレ

プッリャ州
- バーリ県
  - ロコロトンド

- ブリンディジ県
  - チステルニーノ

- フォッジャ県
  - アルベローナ
  - ボヴィーノ
  - ピエトラモンテコルヴィーノ
  - ロゼート・ヴァルフォルトーレ
  - ヴィーコ・デル・ガルガーノ

- レッチェ県
  - オトラント
  - プレシッチェ
  - スペッキア

バジリカータ州
- ポテンツァ県
  - アチェレンツァ
  - カステルメッツァーノ
  - グアルディア・ペルティカーラ
  - ピエトラペルトーザ
  - ヴェノーザ
  - ヴィッジャネッロ

カラブリア州
- コゼンツァ県
  - アイエータ
  - アルトモンテ
  - チーヴィタ
  - フィウメフレッド・ブルーツィオ
  - モラーノ・カーラブロ

- クロトーネ県
  - サンタ・セヴェリーナ

- レッジョ・カラブリア県
  - ボーヴァ
  - Chianalea（シッラの地区）
  - ジェラーチェ
  - スティーロ

シチリア州
- アグリジェント県
  - サンブーカ・ディ・シチーリア

- カルタニッセッタ県
  - ステーラ

- カターニア県
  - カスティリオーネ・ディ・シチーリア

- エンナ県
  - スペルリンガ

- メッシーナ県
  - カステルモーラ
  - カストロレアーレ
  - モンタルバーノ・エリコーナ
  - ノヴァーラ・ディ・シチーリア
  - サン・マルコ・ダルンツィオ
  - サーヴォカ

- パレルモ県
  - チェファル
  - ガンジ
  - ジェラーチ・シークロ
  - ペトラリーア・ソプラーナ

- ラグーザ県
  - モンテロッソ・アルモ

- シラクーザ県
  - フェルラ
  - パラッツォーロ・アクレイデ
  - モンテロッソ・アルモ

- トラーパニ県

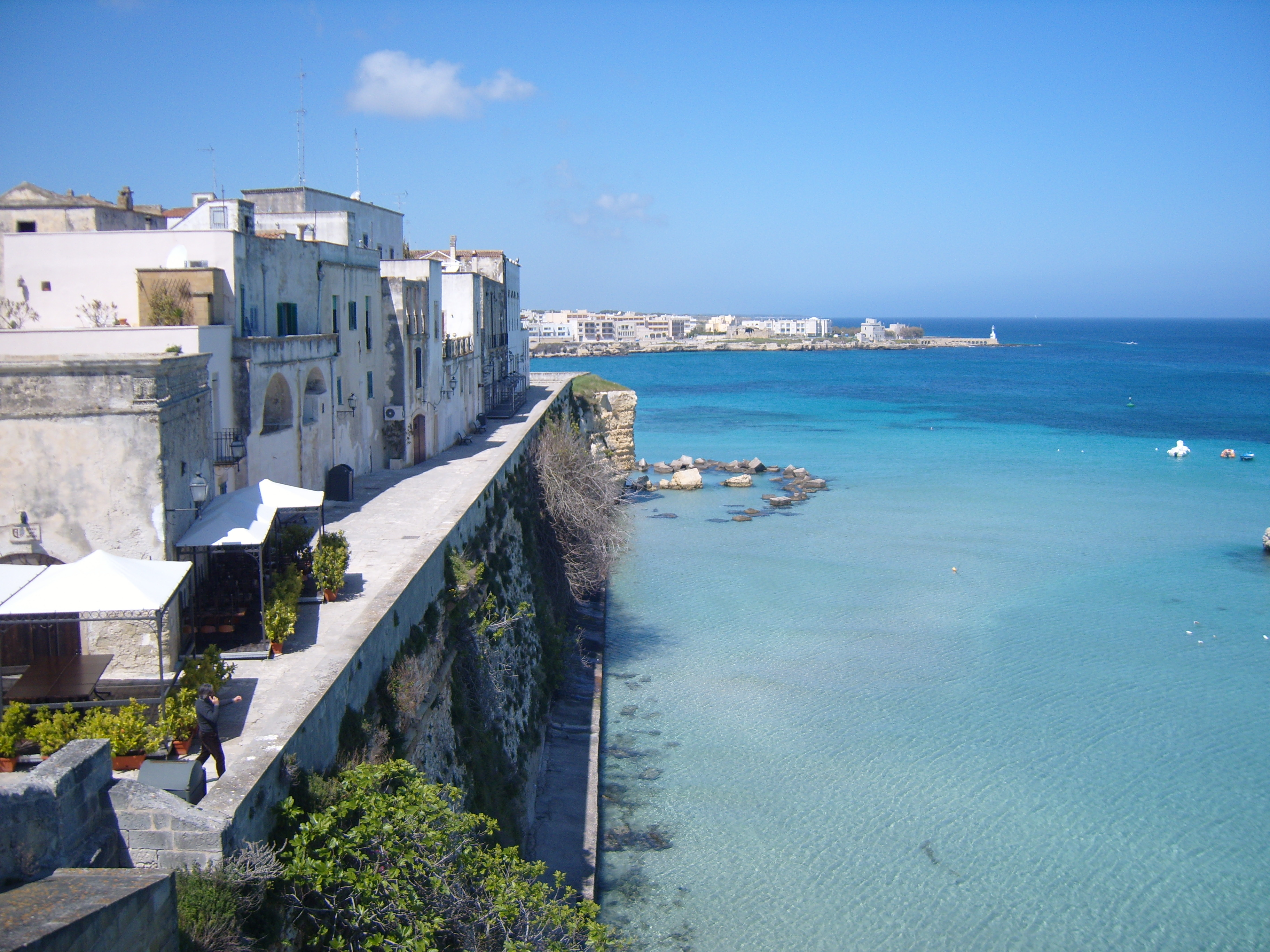
オトラント

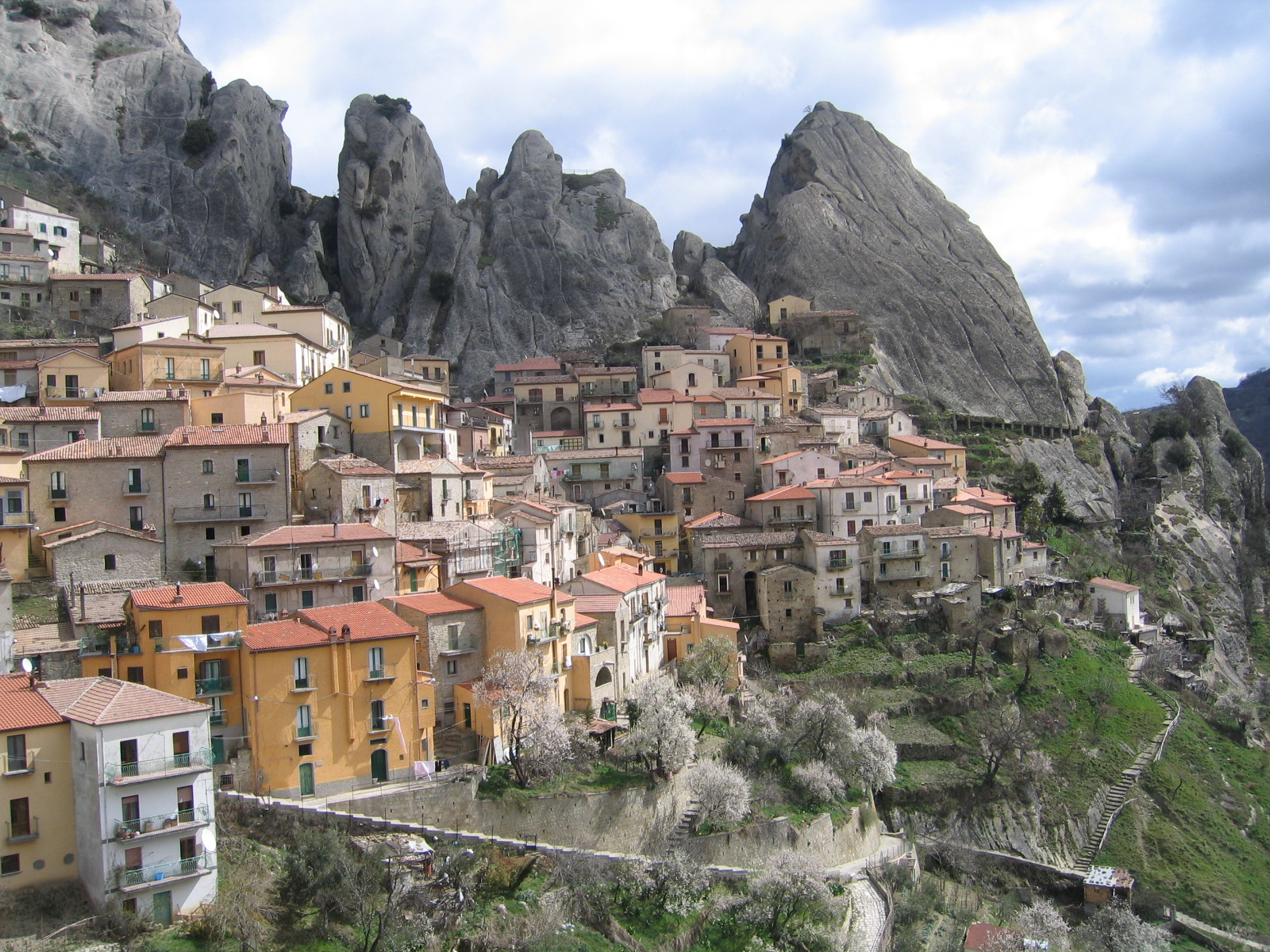
カステルメッツァーノ

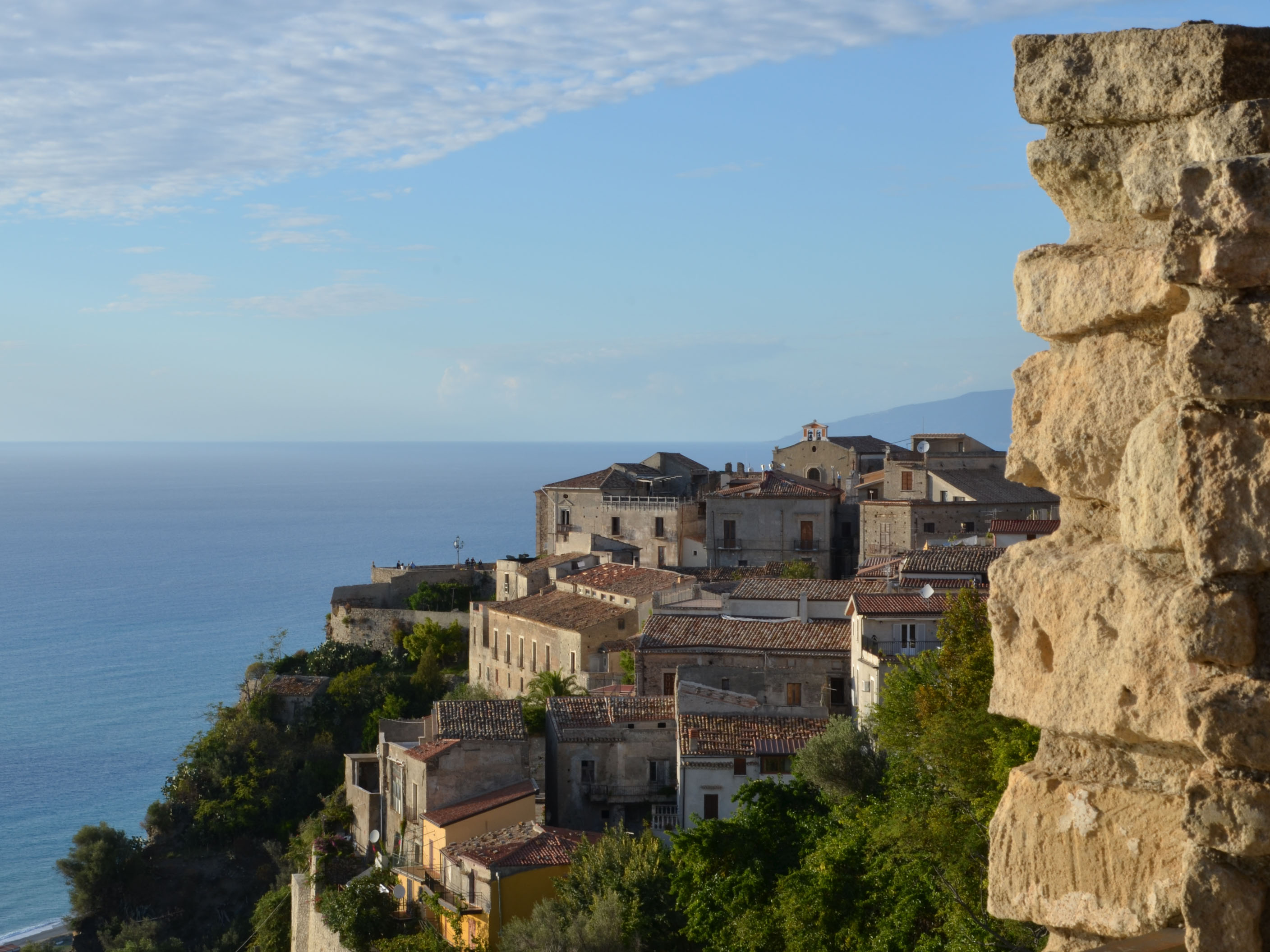
フィウメフレッド・ブルーツィオ

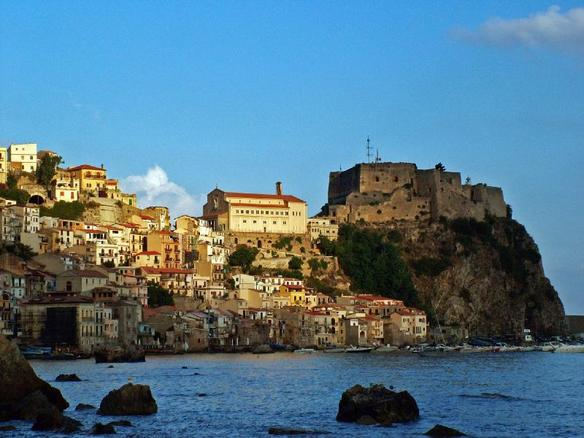
Chianalea

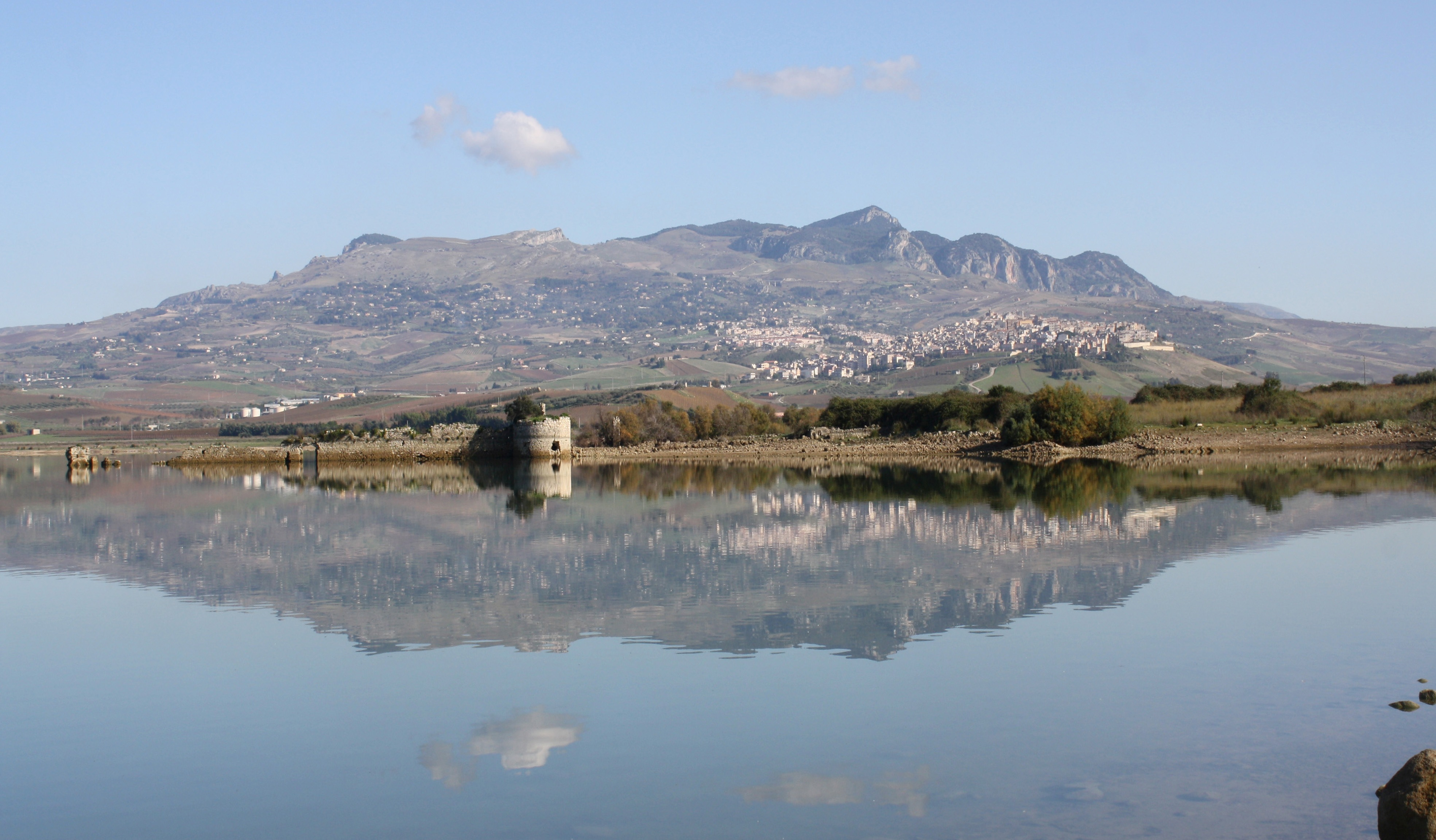
サンブーカ・ディ・シチーリア

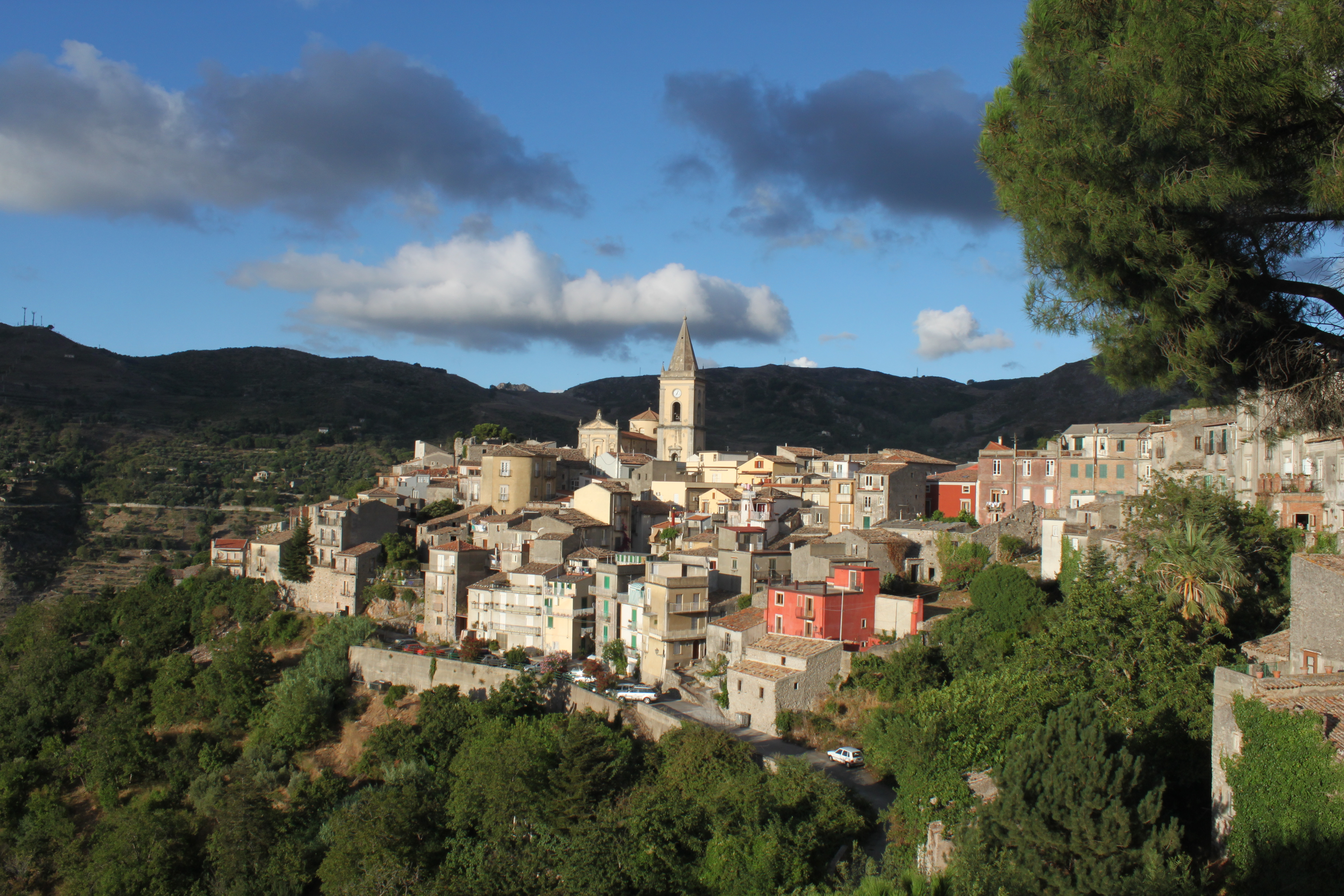
ノヴァーラ・ディ・シチーリア

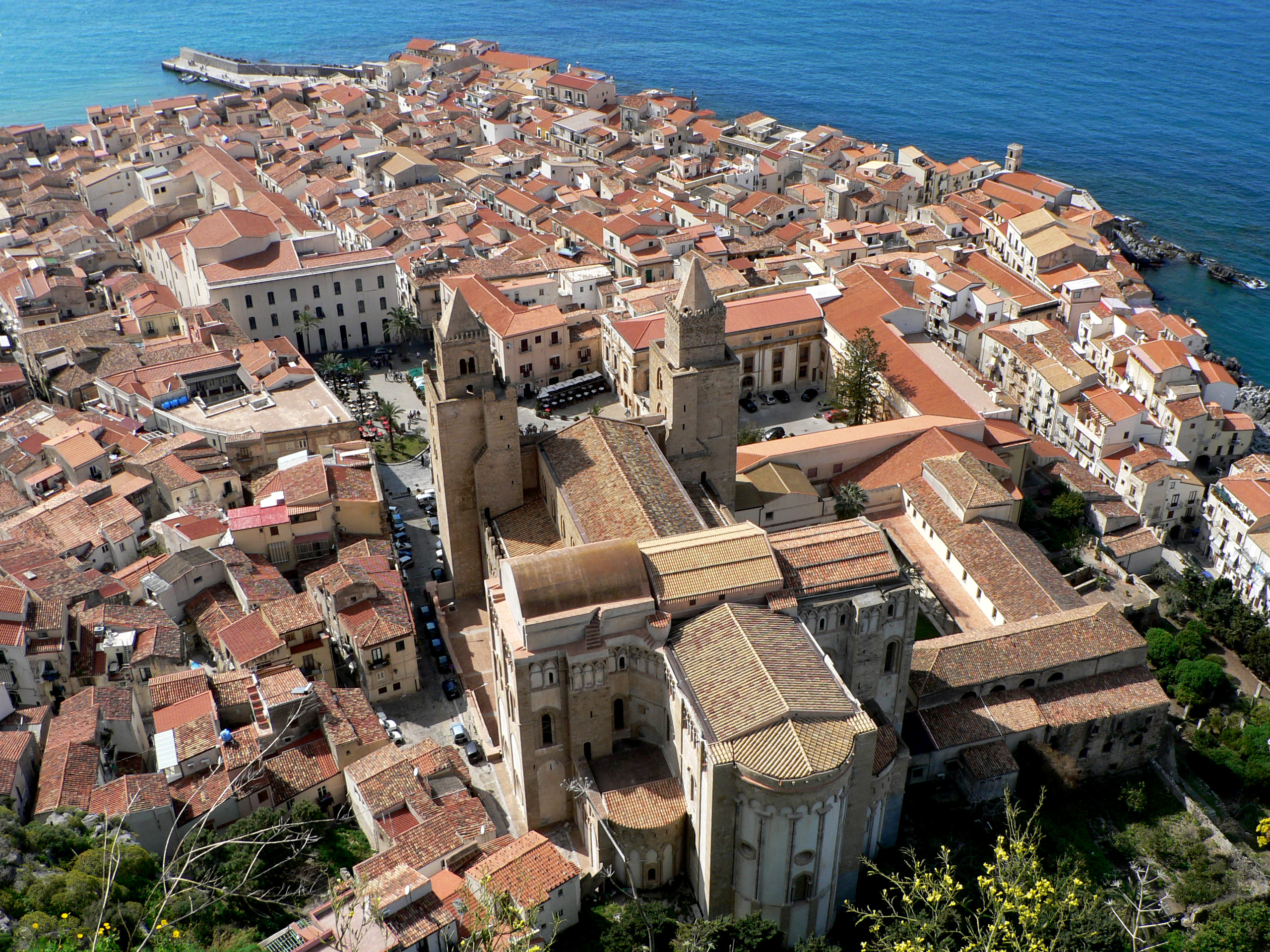
チェファル

  - エーリチェ（2014年 - 2015年のクラブ名誉客員）

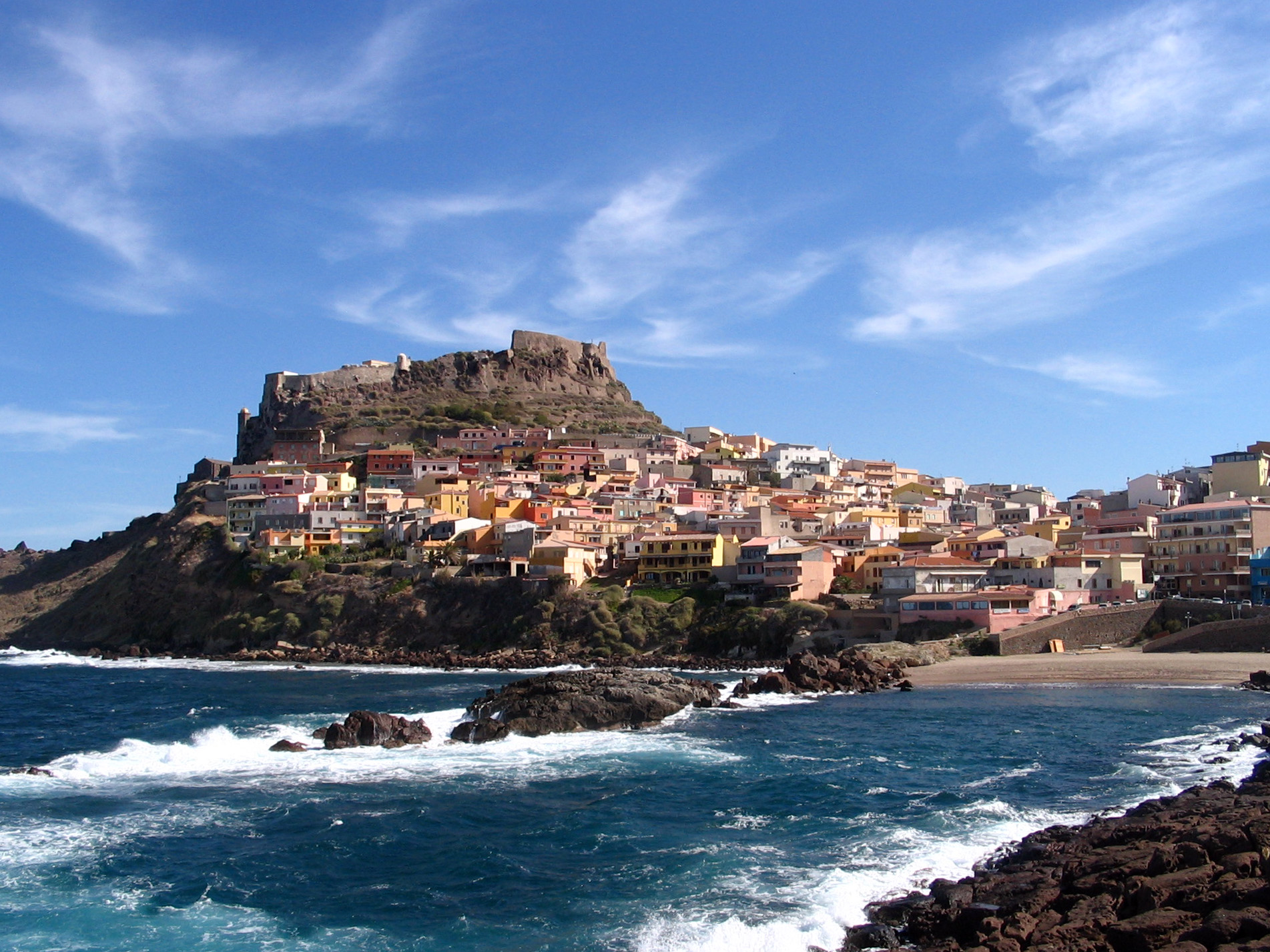
カステルサルド

サルデーニャ州
- カルボーニア＝イグレージアス県
  - カルロフォルテ

- ヌーオロ県
  - アッツァーラ

- オリスターノ県
  - ボーザ

- サッサリ県
  - カステルサルド